# シンクタンク
シンクタンク（英語: think tank）は諸分野に関する政策立案・政策提言を主に行なう研究機関。
シンクタンク、政策研究所、研究機関は、社会政策、政治、経済、軍事、技術、文化などのテーマに関する研究とアドボカシーを行う組織であるが、こうした政策機関はほとんどが非営利団体であり、米国やカナダなどの一部の国では非課税状態。他のシンクタンクは、政府、擁護団体、または企業によって資金提供されているか、またはプロジェクトに関連するコンサルティングや研究活動から収益を得ている。
直訳・思考水槽を意訳すると頭脳集団。よって頭脳集団を意味する民間企業も多くある。

## 概要
19世紀後半に「社会改良運動」を目指して英国で創設されたフェビアン協会、20世紀初期に「米国型リベラル思想」に基づいて創設されたブルッキングス研究所などが、シンクタンクの始まりと言われている。現在も、欧米においては、そのほとんどが非営利団体という形態を取り、政策研究を展開し続けている。

### 歴史
南カリフォルニア大学の歴史学者ヤコブ・ソルル（Jacob Soll）によれば、「シンクタンク」という言葉は近代的なものであるが、起源は「16世紀と17世紀のヒューマニズム学派や学術ネットワーク」に遡ることができるとしている。ソルルは、「ヨーロッパでは、シンクタンクの起源は、皇帝と王がカトリック教会との間で議論を始めた800年代にさかのぼる。独立した弁護士のチームを雇い、王政に財政と政治について助言する伝統のシャルルマーニュから17世紀に至るまで、フランスの王たちは依然として司教を任命し、収入を削減する権利を持っているかどうかについて議論していた時代であった。 また、独立した研究チームは、州が独立した学者とその専門知識に依存していた16世紀後半から17世紀初頭に一般的になった」ことを述べている。
主要シンクタンクのいくつかは、19世紀創設ものである。例えば、防衛研究所（RUSI）は1831年にロンドンに、フェビアン協会は1884年に設立されている。最古のアメリカのシンクタンクであるカーネギー基金は、ワシントンDCで1910年、慈善家アンドリュー・カーネギーによってカーネギー協会（Carnegie Society）という名で、国際的な戦争の廃止を急ぎ、私たちの文明に対する最も汚い汚れを清めるために基金を使用するよう、受託者に訴えた。ブルッキングズ研究所は1916年にロバート・S・ブルッキングスによって設立され、学術機関を基盤とし、連邦政府の問題に取り組むことに焦点を当てた超党派の「研究センター」として構想されたものである。

### 種類
シンクタンクは、イデオロギー的視点、資金調達源、主題重視、将来の消費者によって異なる。 いくつかのシンクタンクは保守的原則を推進するヘリテージ財団などや、進歩的組織であるアメリカ進歩センターなど、より党派的な目的を持っている。 社会や環境問題を強調しているテルス研究所（Tellus Institute）をはじめとする他の団体は、より多くの課題志向のグループを目指している。
資金調達源と消費者はシンクタンクの活動が定義されることを意図している。政府の直接支援を受ける者もあれば、民間の個人または企業のドナーに依存する者もいる。各政策研究所内の学術的自由の度合いと、機関が誰にどのように感じているかに常に影響し、資金調達は、その機関が影響を与えようとしているのか、誰が何を望んでいるのかは 「一部のドナーは、議会での投票に影響を与えたり、世論を形成したり、将来の政府職に資金を提供する専門家や、特定分野の研究や教育を推進したいと考えている人もいる」と述べられている。
地球規模化の結果である新しいトレンドは、各国の政策機関間の協力で、たとえば、国際平和のためのカーネギー基金は、ワシントンDC、北京、ベイルート、ブリュッセル、モスクワに事務所をもち運営している。
ペンシルバニア大学のシンクタンク・市民社会プログラム（Think Tanks and Civil Societies Program）は、世界中の政策機関をさまざまなカテゴリーで毎年評価し、「グローバル・ゴートゥー・シンクタンク」（Global Go-Think Tanks）評価指数にその結果を提示している。 しかし、この政策研究機関の評価方法は、オープン・ソサエティ財団の支援を受けて、エンリケ・メンディザバール（Enrique Mendizabal）やシンクタンク基金（Think Tank Fund）のディレクター、ゴラン・ブルディオスキー（Goran Buldioski）などの研究者によって批判されている。
いくつかの著者では、地域や国のバリエーションを考慮して政策機関を紹介するさまざまな方法を示してきていた。 
例：
独立した市民社会、 非営利団体として確立されている世代的には、
- 大学に所属する政策研究機関。
- 政府が設立した州または州政府が支援するシンクタンク。
- 企業が創り出した、またはビジネス関連のシンクタンク。
- 政党のシンクタンクとレガシーまたは個人のシンクタンク。
- 世界的な（または地域的な）シンクタンク（上記のいくつかを含む）。

あるいは、次の基準でもっていくつか示すこともできる。
規模と焦点：例えば、大規模かつ多様化した、大規模で専門的で、小規模で専門的である、開発段階の進化：第1段階（小）、第2段階（小規模から大規模だがより複雑なプロジェクト）、第3段階（より大きな政策効果の段階） 
戦略：資金調達源（個人、企業、財団、ドナー/政府、基金、販売/イベント）とビジネスモデル（独立研究、契約業務、擁護）。 研究、コンサルティング、アドボカシーのバランス。
議論の源泉：イデオロギー、価値観または関心事; 適用、経験または合成研究; または理論的または学術的研究（ステファン・イェオ、Stephen Yeo）。シンクタンクの上級メンバーまたは個々の研究者、または資金提供者のシンクタンクによって研究アジェンダが開発される方法。
影響力のあるアプローチや戦術（多くの研究者が興味深いのは、アベルソンから来ている）とその戦略のための時間軸：長期的および短期的動員。
シンクタンクのさまざまな視聴者（消費者や一般市民としての観客）（ズフォンは中国の良い枠組みを提供する）。 独立（または自治）の問題を指すが、政党、利益団体および他の政治選手への正式および非公式のリンクを持つシンクタンクも含む。

### シンクタンクによる政策提言
場合によっては、企業の利益団体と政治集団は、政策研究機関、擁護組織、シンクタンクを作ることが有用であることを見出す。例えば、 サウンドサイエンス進歩連合は、間接喫煙とがんとの関連を見出す研究に異議を唱えるために、1990年代半ばに形成された。米国環境保護庁 （EPA）に言及しているフィリップ・モリス社の内部メモによると、「EPAの信頼性は敗北だが、ETS [環境たばこの煙]だけではない...一度にEPAのすべての敵に集中する大きなモザイクの一部でなければならない」としている。報告の公正さと正確さによれば、左翼と右翼の政策機関はしばしば引用され、まれにそのように識別される。その結果、シンクタンクの「エキスパート」は、実際には特定の視点を表すときに、イデオロギー的素因がなく中立的なソースとして描写されることがある。
2014年のニューヨーク・タイムズは、外国政府が多くの米国のシンクタンクの影響力を買うと主張した。記事によると、「数十の著名なワシントンの研究グループが、近年、外国政府から数千万ドルを受け取っている一方で、米国政府当局はドナーの優先事項を反映する政策を採用するよう促している」。
次の記事では、大陸カテゴリ別のグローバルポリシー機関、およびそれらの地域内の国別のサブカテゴリを掲載。 世界中に6,800を超えるシンクタンクが存在するため、これらのリスティングは包括的ではない。

## ラテンアメリカ
エンリケ・メンディザバールが行った調査によれば、ラテンアメリカのシンクタンクは、起源、歴史的発展、他の政策主体との関係によってさまざまな役割を果たしているとしている。この研究では、 Grupo FAROの Orazio Bellettiniは次のように示唆している。
政策に対する政治的支援として、以下のものがある。
合法化政策
これはエクアドル、ボリビア、ペルーでより明確になっている。エクアドルとペルーの新政府は既に定義された政策の支援のために政策機関にアプローチしており、ボリビアのエボ・モラレス政府も非政府組織（ NGO ）や他の研究機関と協力して実施。しかし、チリでは、多くのシンクタンクが1990年代に、過去10年間に施行された政策の正当性、ピノチェットが率いる軍事独裁を支持し、維持しているように見えていた。
議論の場
この場合、シンクタンクは新しい政策のための響きの役目を果たす。チリでは、ピノチェト独裁時に、多くの左翼人と研究者らがシンクタンクに「亡命」を見いだす。エクアドルでは、シンクタンクは、政治家が政策と政府計画の健全性をテストできる場所とみなされている。
政党やその他の利害グループのための金融チャネル
エクアドルとボリビアでは、ドイツの財団が特定の政党と協力し資金を提供することができていた。この方法は、個々のCSOではなく全体としてシステムをサポート。
政策立案者や政治家のエキスパート/幹部
フジモリ政権の終結後のペルー、ピノチェト崩壊後のチリでは、新政権の一部を構成するシンクタンクのスタッフが退去。米国では、主要なシンクタンクの役割は正確には次のようなもの：数ヶ月または数年間のホスト学者をしてから、政府の職に雇われることとしている。
政策研究所がこれらをどのように扱っているかは、どのように働くか、彼らのイデオロギーと証拠の資格と、資金調達の機会、彼らが持っている競争の程度とタイプ、彼らのスタッフなどの活動状況に大きく依存する。
この機能的方法は、シンクタンクを定義するという継承を挑戦的に対応しており、サイモン・ジェイムズが1998年に述べたように、シンクタンクの議論は、シンクタンクによって意味するものを定義するという厄介な問題に悩まされがちで、ネットワークや機能アプローチのように、組織が何をすべきかを記述する方がよく、それが起こることを可能にするためには、組織の形を追うべきであり、次のフレームワーク（シンクタンクの作業モードのスティーブン・ヨーの記述に基づく）は、 エンリケ・メンディザバールのブログ 「シンクタンクについて」（onthinktanks）に記述されている。
第1に、政策機関は、以下の1つ以上の機関で資金調達している
独立した研究環境
研究者が研究の質問と方法を選択する自由を可能にする中核的な、または柔軟な資金を用いて行われる作業であるがそれは長期的なものであり、直接的な政策の関連性なしに「大きなアイデア」を強調できる。しかし、それは徹底した研究と行動の投資を必要とする主要な政策問題を強調することができる。
コンサルタント
これは特定の顧客報酬によって行われ、1つまたは2つの主要な問題に取り組む作業。コンサルタントは、しばしば既存の議題に対応する。
影響力/擁護
これは、コミュニケーション、能力開発、ネットワーキング、キャンペーン、ロビー活動などによって行われる仕事であろうが、独立した研究やコンサルタントからの研究に基づく証拠に基づく可能性が高い。
第2に、政策機関は、自分の仕事や議論の基盤となることができる。
- イデオロギー、価値観、関心
- 適用、経験または合成研究
- 理論的または学術的研究

日本の政策国立研究所である総合研究開発機構は、シンクタンクは「民主化社会の主要な政策主体の1つ」であり、政策分析、研究、意思決定および評価の多元でオープンで責任あるプロセスを保証しているとし、2009年初めの調査では、全世界で5,465のシンクタンクを見つけている。なおこのうち、米国では1,777人、ワシントンDCでは350人しかいない。

### アルゼンチン
アルゼンチンには122のシンクタンクがあるが、多くは公共政策と経済問題に特化しており、アルゼンチンは世界中のこうした機関で5番目に位置している。
- 軍隊・科学技術研究所
- 国家原子力委員会
- 国家宇宙活動委員会
- 国立研究評議会
- 国立農業技術研究所
- 国立工業技術研究所
- レルワール研究所（Leloir Institute）
- バルセイ研究所

### ブラジル
- ジェトゥリオ・ヴァルガス財団（FundacaoGetulioVargas）
- 応用経済研究所

- 公共政策に取り組んでいるブラジルにおいて、伯自由研究所（Instituto Liberdade）はポルトアレグレ市の南部に位置するポンティフィシア大学カトリック教会リオグランデドスルの中にあるテクノプク（Tecnopuc）の大学に拠点を置いている。ペンシルベニア大学のシンクタンク・市民社会プログラムの報告書、2009年「グロバル・ゴートゥー・シンクタンク」指数によると、伯自由研究所はラテンアメリカとカリブのトップ40のシンクタンクの1つ。
- ジェトゥリオ・ヴァルガス財団は、ブラジルの高等教育機関。その当初の目標は、国の公共および民間部門の管理のために人々を訓練することで現在、リオ、サンパウロ、ブラジリアの学部（法律、ビジネス、経済、社会科学、数学）、図書館、研究センターを運営。 外交政策誌では、世界のトップ5の政策立案者であるシンクタンクと考えられている。
- イガラピ研究所（Igarape Institute）は、治安に焦点を当てたブラジルのシンクタンク。

### チリ
- 自由・発展研究所（Libertad y Desarrollo）
- 公共政策研究センター（Centro de Estudios Públicos）

## 北米

### アメリカ合衆国
最も古いアメリカのシンクタンクは、1910年に設立された国際平和のためのカーネギー基金。後にブルッキングス研究所を結成する2つの組織と合併した政府活動研究所（1919年）、 20世紀基金 （1919年、現在はセンチュリー財団として知られている）、全米経済研究所 （1920年）、 外交問題評議会 （1921年）、 社会科学研究評議会 （1923年）などがある。大恐慌とその後遺症は、国家計画協会（1934年）、税金財団（1937年）、経済発展委員会 （1943年）などいくつかの経済政策組織を生み出した。
戦後になって、兵器技術と戦略的防衛分析を開発する目的で空軍とダグラス・エアクラフト社が共同でランド・コーポレーションを1946年に設立。やがてランド社は民生部門にも進出するとともに、政策研究・戦略研究を目的としたシンクタンクの創設が相次いだ。
最近はリベラルなシンクタンクの創設が相次ぎ、とりわけアメリカ進歩センターと教育アクセスとリーダーシップ研究センター（CREAL）が設立されている。同組織は、元米国大統領バラク・オバマおよび他の有名な民主党と密接に関連している。 2002年、フランスのエコノミストであるジェラルド・ピンス博士は起業家精神プログラムとして有名なフリー・ワールド・アカデミーを設立した。
米国のシンクタンクは、外交と国内の政策を形作るのに役立ち、私的な資金提供者と私的組織から資金を受け取る。2013年には、米国最大の21のシンクタンクが年間10億ドル以上を費やしていた。シンクタンクは、政府内関係者よりも議論の余地があるアイデアを提案し議論することから自由に感じられるかもしれない。プログレッシブ・メディア・ウォッチ・グループ 「FAIR（ Fairness and Accuracy in Reporting ）」は、2006年から2007年に引用件数が17パーセント減少したことを指摘し、メディアの引用によって上位25のシンクタンクを特定。FAIRの報告書は、引用のイデオロギー的な内訳を示している：37パーセントは保守的、47パーセントは中立、16パーセントはリベラル。データは、最も引用されたシンクタンクがブルッキングス研究所であり、続いて外交関係評議会、アメリカン・エンタープライズ研究所、ヘリテージ財団、戦略国際研究所であったことを示している。
ブルッキングス研究所の執行副社長マーティン・S・インディクは、「利害の衝突」や透明性の欠如と思われるシンクタンクについての精査に応じ、企業や企業基盤が匿名の寄付をすることを禁止することにした」と述べた。 2016年8月、ニューヨーク・タイムズはシンクタンクのシリーズを発表し、ラインを曖昧にした。ジャーナリストが引用したケースの1つは、ブルッキングスであり、学者は一見独立したシンクタンクによって「ワシントンで企業の影響力の文化を増幅させるドナーのアジェンダを押し進める」とした。例えば、ブルッキングス研究所は、数十万ドルと引き換えに、米国最大の住宅建設会社の1つである上場企業のレナール社に、フランシスコのハンターズ・ポイントの8億ドルの再生プロジェクトを推進する上で大きな利点を提供した。2014年、サンフランシスコ再生を担当していたレナールの地方副社長、コフィ・ボナー（Kofi Bonner）は2014年にブルッキングスの上級研究員に任命され、信頼できるアドバイザーとしての地位を確立している。 ブルッキングスの副社長であるブルース・カッツ氏は、レナール社が「レナール社の革新的なアプローチを強調するストーリーを開発するために全国メディアと協力するのを手助けすること」を提言した。
また米国において連邦政府のシンクタンクは、特に安全保障分野や防衛分野においても重要である。国防大学の国家戦略研究所、国土安全保障研究所、技術・国家安全保障政策センター、海軍戦争大学の海軍戦争研究センターと米陸軍戦争大学の 戦略学研究所である。
政府は約30の連邦資金研究開発センター（FFRDC）での活動の全部または一部を支援している。 FFRDCは、他の単一の組織では満たすことができない特定の長期的な技術的ニーズを満たすために米国政府がスポンサーを得て資金を提供するユニークな独立した非営利組織。FFRDCは、通常、政府機関に対し、科学的な調査分析、システム開発、システム取得を支援。複雑な技術的問題を解決するための政府、業界、学界の専門家と見通しをまとめている。FFRDCには、ランド研究室、マイター公共団体（MITRE Corporation）、防衛研究所、航空宇宙公共団体（Aerospace Corporation）、MIT大学リンカーン実験室、および米国政府内のさまざまな部門をサポートするその他の組織が含まれる。
上記の準政府機関と同様、連邦諮問委員会がある。単に委員会とも呼ばれるこれらのグループは、米国大統領または行政府が相談することを目的としたシンクタンクの一形態。 通常、特定の問題に焦点を当てるので、特別利益団体と同様に考えることができる。しかし、特別利益団体とは異なり、これらの委員会は一部の監督規制を受けており、正式な記録を公開する必要がある。 約1,000件あるこれらの諮問委員会は、FACA検索可能データベースに記載されている。
自助グループT.A.M　生活困窮者達の自立支援を先立って、政治概念を投票や代議制などの政治過程のみでなく、個人的な課題や家族関係、コミュニティにおける社会接点などアドボカシー活動を組織的に行っている。個人的な悩みなどに基づき、価値指向に基づき、他のグループと共同の利害を追求する改革を、新しい組織である。
政治経済的なシンクタンク
- アクトン研究所
- アレゲニー公共政策研究所
- アメリカンアクションフォーラム
- アメリカ市民権連合
- アメリカ企業研究所
- 全米経済研究所 (NBER)
- 分析グループ
- アトラス経済研究財団
- ビーコンヒル研究所
- ベルグレン研究所
- 二大政党政策センター
- ブルッキングス研究所
- バッキアイ研究所
- カスケード政策研究所
- カトー研究所
- アメリカ進歩のためのセンター
- 自動車研究センター
- 開発と戦略センター
- 経済政策研究センター
- 自由と繁栄のためのセンター
- アメリカンエンタープライズ研究所 (AEI)
- ケイトー研究所
- 経済研究所院 (ERI)
- 政府研究センター
- 移民研究センター
- メディア・デモクラシーセンター
- 国家政策センター
- 公衆保全センター
- 公平のためのセンター
- 戦略的・予算的評価のためのセンター
- 予算と政策優先事項センター
- センチュリー財団
- クレアモント研究所
- 経済発展委員会
- 責任ある連邦予算委員会
- 競争力のある企業研究所
- コンコード連合
- コンファレンスボード
- 憲法プロジェクト
- 企業開発のための企業
- 競争力評議会
- デモ
- ドラムメジャーインスティチュート
- 経済機会研究所
- 経済政策研究所
- 雇用政策研究所
- フロリダ州持続可能エネルギー研究所
- 経済教育財団
- 未来アメリカ民主主義財団
- ゴールドウォーター研究所
- 30グループ
- Guttmacherインスティチュート
- ハンプトン研究所
- ハートランド研究所
- ランド研究所 ランド研究所政策大学院
- ヘリテージ財団
- フーヴァー戦争・革命・平和研究所
- ハドソン研究所
- 独立行政法人
- 独立機関
- 政策研究所
- 社会政策と理解のための研究所
- 女性政策研究所
- 税制と経済政策研究所
- James A. Baker III公共政策研究所
- ジェームズマディソン研究所
- ジョン・S・ワトソン公共政策研究所
- 政治経済研究センター
- 司法研究協会
- カンザス州政策研究所
- レビー経済研究所
- レキシントン・インスティテュート
- リンカーン土地研究所
- ルートヴィヒフォンミーゼス研究所
- マキナック公共政策センター
- マンハッタン政策研究所
- MassINC
- ジョージメイソン大学のメルカトゥスセンター
- 移住政策研究所
- ミルケン研究所
- アジア研究総局
- 国家経済研究局
- 国立政策分析センター
- 民主主義国家基金
- 国家政策研究所
- ニュー・アメリカ財団
- 新しい民主党ネットワーク
- オクラホマ政策研究所
- オレゴン公共政策センター
- 太平洋研究所
- ピーターソン国際経済研究所
- ピューリサーチセンター
- ピュー研究所
- フィラデルフィア協会
- パイオニア研究所
- オハイオ州ポリシーの重要性
- 人口研究所 （PRI）
- ポトマック政策研究所
- プログレッシブ政策研究所
- 公衆市民
- ランド・コーポレーション (RAND)
- 理由財団
- 改革研究所
- リポン協会
- ロックフェラー研究所
- ロックフォード研究所
- ロックリッジ研究所
- ロッキーマウンテン研究所
- ルーズベルト研究所キャンパスネットワーク
- セブンピラーズ研究所
- ショーミー研究所
- 自助グループT.A.M
- 社会科学研究評議会
- SRIインターナショナル
- タオス研究所
- 税金財団
- テキサス州公共政策財団
- 第3の方法
- トマスB.フォードハム研究所
- WEアップジョン雇用研究所
- ワールドシンディー研究所

国際関係と安全保障シンクタンク
- 新アメリカ安全保障センター
- 38ノース
- アトランティック・カウンシル
- アメリカ外交政策評議会
- 外交問題評議会 (CFR)
- アメリカ - イラン協議会
- アメリカのイスラエルの広報委員会
- アメリカ安全保障理事会財団
- アスペン研究所
- ベルファー科学国際問題センター
- 国際平和のためのカーネギー寄付財団
- 新しいアメリカの安全のためのセンター
- 高度防衛研究センター
- グローバル開発センター
- 国際政策センター
- セキュリティポリシーセンター
- 戦略国際問題研究所 (CSIS)
- 国益センター（ニクソンセンター）
- グローバル・インタレスト・センター
- 現在の危険に対する委員会
- 外交関係評議会
- 半球委員会
- EastWest・インスティテュート
- 外交政策イニシアチブ
- 外交政策研究所
- 民主主義国防総省
- Gatestone・インスティテュート
- ドイツのマーシャルファンド（米国）
- グローバル・ファイナンス・インテグリティ
- グローバルトレードウォッチ
- ヘンリー・L・スティムソン・センター
- ウイルソン・センター
- インド、中国、アメリカ研究所
- コラボレーションエンゲージメント研究所
- 島嶼社会
- アイン・ランド協会
- アメリカ人間の対話
- Jストリート
- ジェームスタウン財団（英語版）
- ユダヤ国家安全保障問題研究所
- 中東フォーラム
- 国家安全保障ネットワーク
- 太平洋フォーラムCSIS
- ピーターソン国際経済研究所
- プロジェクト2049研究所
- アメリカ新世紀プロジェクト/新しいアメリカの世紀プロジェクト (PNAC)
- 南アジア復興・独立研究センター
- 戦略研究所
- デモクラシー連合のためのStreit評議会
- Tellus・インスティテュート
- 米国の平和研究所
- 平和基金会
- ロジカル・ラングイッジ・グループ
- ワシントン近東政策研究所
- ウッドローウィルソン国際センター奨学生
- 世界問題評議会
- 世界資源研究所

環境、科学技術のシンクタンク
- バテル記念研究所
- 倫理ソリューションセンター
- ディスカバリー研究所
- ジェネラル・エレクトリックEdgeLab
- フュージョンエネルギー財団
- グローバル開発環境研究所
- GTRI政策分析研究室
- ヘイスティングスセンター
- 情報技術とイノベーション財団
- フリーソフトウェア財団
- ケック宇宙研究所
- ニューイングランド複合システム協会 （NECSI）
- パシフィックインスティテュート
- 未来のためのリソース
- RTIインターナショナル （Research Triangle Institute）
- サンタフェ研究所
- 都市エネルギー政策研究所

芸術および人文シンクタンク
- アメリカン美術館
- カトリック家族と人権研究所
- 高等教育の卓越性のためのセンター
- イスラム教徒ユダヤ人奉仕センター
- 教育優秀財団
- 合理的経済学と教育のための基金
- 国際女性研究センター
- 国際知的財産研究所
- 新しい教師センター
- アーバンインスティテュート
- アーバンランド研究所
- WestEd

### カナダ
カナダには多くのシンクタンクがあり、それぞれには、重複している特定の関心領域がある。
- カナダ・アジア太平洋財団
- 市場調査のためのアトランティックインスティテュート
- ブロードバンド研究所
- CD Howeインスティテュート
- カナダ西部財団
- カナダ代替政策センター
- カナダ雇用研究フォーラム
- カナダ国際問題研究所
- カナダ高等研究所
- カナダ国際協議会
- カナダ労働とビジネスセンター
- カナダ税務財団
- カルダス
- アトランティックマーケット研究所
- 大西洋省経済評議会
- カレドン社会政策研究所
- カナダ防衛外交研究所
- カナダカンファレンスボード
- 教養学研究所
- 国際持続可能な開発研究所
- 憲法上の自由の司法センター
- マクドナルドロリエ研究所
- モントリオール経済研究所
- モワット政策革新センター
- 北・南協会
- ウェルズリー研究所
- 国際ガバナンスイノベーションセンター
- 貿易政策と法律センター
- クリーンエネルギーカナダ
- カナディアン評議会
- デジタル経済フォーラム
- フランコ・カナダ研究センター
- フレーザー研究所
- フロンティア公共政策センター
- 社会開発に関するカナダ評議会
- 公共経済研究所
- 量子コンピューティング研究所
- 公共政策研究機関
- ガバナンス研究所
- 国際司法院
- 国際政策フォーラム
- 社会経済学情報入手
- マニング財団
- パークランド・インスティテュート
- Pembina研究所
- 理論物理学のための周辺研究所
- 公共政策フォーラム
- 防衛組合会議
- 西洋経済研究センター

注： カナダ政策研究ネットワーク （CPRN）は解散したカナダのシンクタンク。

### コスタリカ
- Facultad Latinoamericana de Ciencias Sociales

### メキシコ
CIDAC - 開発研究センター（Centro deInvestigacionpara el Desarrollo、AsociacionCivil）は
最も重要なシンクタンク機関の一つです。 研究ラインは、「公共政策」、「公的選択」、「民主主義」、「経済」である。
そして、メキシコの経済的、民主的発展のための研究を行い、実行可能な政策オプションを提案する非営利のシンクタンクです。
組織は、法と民主主義のルール、市場経済、社会開発、メキシコと米国の関係を強化することを追求し、オープンで多元的な議論を推進しています。
- 開発研究センター （CIDAC）
- Pensamiento Estrategico Agora （IPEA）

### ジャマイカ
ジャマイカ計画研究所は、「持続可能な発展を達成するための経済社会問題と外部協力運営に関する政策立案プロセスを導くことに尽力している」としている首相府の機関。

## ヨーロッパ
- ブリューゲル (シンクタンク)
- ローマクラブ
- Leap2020

### ベルギー
ブリュッセルはEUの諸機関のほとんどが同国にあるため、国際シンクタンクが多数存在。
一例として次の通り。
- 欧州政策研究センター（CEPS）
- 新ヨーロッパセンター（CNE）
- エグモント
- ヨーロッパの国際政治経済センター（ECIPE）
- 欧州政策センター（EPC）
- ヨーロッパの友人たち
- 国際危機グループ
- イティネラ研究所
- グローバル・ガバナンス研究所（GGI）
- スポーツと市民権
- Liberales
- ノヴァ・シビタス
- ThinkYoung
- Vlaamse Volksbeweging

### イギリス
英国では、シンクタンクは政策を形成しようとすると、米国に同様の役割を果たし、実際にイギリスとアメリカのシンクタンクの間にいくつかの協力があると考えうる。例えば、ロンドンに本拠を置くシンクタンクチャタム・ハウスと外交問題評議会は、両方で考案されたパリ講和会議姉妹団体が残っている。
ボウグループは1951年に設立され、最も古い中道右派シンクタンクとそのメンバーの多くは議会や欧州議会議員のメンバーとして機能するように行動している。過去の議長は保守党のリーダーマイケル・ハワードが、マーガレット・サッチャー最長のサービング内閣大臣ジェフリー・ハウ、首相国庫の ノーマン・ラモント旧ブリティッシュテレコムの会長クリストファー・ブランドが含まれていた。
市民意識、デモ、公共政策研究所、政策交流と改革は、イギリスの最も重要なシンクタンク。
- 王立国際問題研究所 (RIIA)
- 国際戦略研究所 (IISS)
- テロリズム・ポリティカルバイオレンス研究センター
- アダムスミス研究所
- アフリカ研究所
- ブリティッシュ・アメリカン・セキュリティ情報協議会
- ボウグループ
- ボイドグループ
- ブライトブルー
- イギリスの未来
- 英国国際比較学研究所
- ブルージュグループ
- 社会排除分析センター
- クロスボーダー研究センター
- 経済社会奉仕センター
- 経済政策研究センター
- 教育経済学センター
- ロンドンセンター
- 政策研究センター
- 社会的結束の中心
- 社会正義のためのセンター
- 戦略研究分析センター （CESRAN）
- チャタムハウス
- CIVITAS
- コブデンセンター
- 連邦運動自由組織
- 連邦政策研究ユニット
- コンパス
- 憲法部隊
- コルドバ財団
- コーナーストーングループ
- クレド
- 開発概念ドクトリンセンター
- E3G
- エクレシア
- 選挙改革協会
- 欧州外交評議会
- ファビアン協会
- 外交政策センター
- グローバル・アイデア・バンク
- グローバルビジョン
- 地球温暖化政策基金
- グリーンアライアンス
- ハルスベリの法則
- ハンサード協会
- ヘンリー・ジャクソン協会
- ユダヤ政策研究所
- 公共政策研究機関
- 社会発明研究所
- 戦略的対話研究所
- 国際成長センター （IGC）
- 国際環境開発研究所
- 国際戦略研究所
- 国際長寿センター
- Joseph Rowntree財団
- ジュビリーセンター
- キングファンド
- レガタム研究所
- LSEアイデア
- マンチェスターイノベーション研究機関
- MigrationWatch UK
- 国立経済社会研究所
- ニューシティイニシアティブ
- ニューエコノミクス財団
- Nuffield Council on Bioethics
- ナフィールドトラスト
- ワンワールドトラスト
- オープンヨーロッパ
- 海外開発研究所
- オックスフォードリサーチグループ
- ポーラー研究と政策イニシアチブ
- ポリティア
- 人口問題 （以前は「最適人口信託」として知られていた）
- クィリアム
- RAND Europe （ RAND Corporationの独立部門 ）
- 再生可能エネルギー基金
- ResPublica
- 空軍研究のための王立空軍センター
- 王立行政研究所 （廃止）
- 王立芸術協会
- ロイヤル・ユナイテッド・サービス・ディフェンス・セキュリティ研究所
- 科学技術政策研究 （SPRU）
- スコットランドの先物フォーラム
- スコットランド憲法委員会
- スコットランドのグローバルフォーラム
- Selsdon Group
- スミス研究所
- 社会問題ユニット
- ソーシャルマーケット財団
- 保守弁護士協会
- ストックホルムネットワーク
- サットントラスト
- テオス
- フォン・ヒューゲル研究所
- WebRoots Democracy
- 若いファビアンたち
- ウィルバーフォース・ソサエティ
- ワーク基金
- Z/Yen

### フランス
仏国際関係研究所（IFRI）は1979年に設立され、チャタム・ハウス（英国、1920年）、ストックホルム国際平和研究所（スウェーデン、1960年）につぐ、西ヨーロッパで3番目に古いシンクタンクである。IFRIの主な目標は、国際問題に関連する公共政策の分野での応用研究を開発し、研究者、専門家、およびオピニオンリーダーとの間の対話型と建設的な対話を促進することである。フランスはまました、ホスト欧州安全保障研究所（EUISS）、パリベースの欧州連合（EU）の代理店をし、タンクはのための関連のセキュリティ問題研究思うEUを。プロのビジネスシンクタンク、特にパリを拠点とする財団コンコルドも多数ある。ファンデーションは、フランスの中小企業の競争力を高めることに焦点を当て、フランスで起業家精神を復活させることを目指している。
「見るシンクタンク」2014リストにおいて、唯一のフランスシンクタンクとして言及される2014年グローバルシンクタンク・インデックス・レポート GenerationLibreは2013年にギャスパールケーニッヒにより設立されたフランスで自由促進を目的にすべての政党から独立した、フランス基本的権利、経済学および社会の問題を扱うフランスシンクタンクである。
玄人自由ビジネスや規則問題で右寄と接続することができているGenerationLibreはまた 「基本的な収入」などの問題、同性愛婚、またはマリファナ適法化といった左寄りにも繁殖し興味深い。
フランスの主要なシンクタンクにはジャン・ジョレス財団およびテラ・ノヴァ、フランス社会党、左側に、組織的にリンクされている。それにもかかわらず、社会主義に近いと考えられているテラ・ノヴァは、独自に左に傾いたシンクタンクでビューの漸進的な観点から、現在の公共政策課題をレポート分析し、社会民主主義の知的リニューアル貢献に取り組んでいる。
- 国際戦略関係研究所
- 世界水会議
- センター・エチュードプロスペクトス・アンド・インフォメーション・インターナショナル（CEPII）
- オセアニア
- オリヴェーン会議
- 欧州連合安全保障研究所
- グラクエス
- 文明ユーロピアンを集めるためのグループ
- 国際政治と地政学のためのチチゼール研究所
- フランス国際関係研究所（IFRI）
- ノートル・ヨーロッパ
- モンペリリン協会
- サン＝シモン財団
- スポーツと市民権

### ドイツ
ドイツのシンクタンクは、コンラート・アデナウアー-財団（ドイツキリスト教民主同盟系）、フリードリヒ・エーベルト-財団（社会民主党系）、ハンス・ザイデル-財団（キリスト教社会同盟系）、ハインリッヒ・ボル-財団（緑の党系）、フリードリヒ・ナウマン財団（自由民主党系）ローザ・ルクセンブルク財団（左翼党系）といった主要政党の系列となっているが、一般的に、明示的に政策を提案するよりも、政策立案を支援するための研究を提供し、より多くの利害役割から政策を形成する上でいくつかの役割果たす研究財団という立ち位置である。
国際安全保障省のためのドイツの研究所はドイツにおける外交政策シンクタンクの顕著な例。
大西洋のコミュニティシンクタンクは独自例で非同志および非営利組織とセットの大西洋イニシアチブe.V.大西洋イニシアチブ・アメリカメディアのための研究所との共同事業と通信方針として、メディア領域での主要なシンクタンクである 。
した例。米国組織ザ・メディア・コミュニケーション政策研究所は、メディアの分野でも有数のシンクタンク。
トランスペアレンシー・インターナショナルは、国際開発における企業や政治腐敗の役割に関するシンクタンク。
- 欧州研究開発・教育協会
- コンラート・アデナウアー財団（ドイツキリスト教民主同盟系）
- フリードリヒ・エーベルト財団（ドイツ社会民主党系）
- 連邦軍変革センター
- アトランティックコミュニティ
- SicherheitspolitikのためのBundesakademiefur
- ボンインターナショナルコンバージョンセンター
- 欧州政策センター
- PolitikのためのDeutsche Gesellschaft
- フリードリヒ・ナウマン財団
- 世界変動に関するドイツ諮問会議 （WBGU）
- ドイツ経済研究所（DIW）
- ドイツ国際保安研究所
- ドイツ・グローバル・エリア・インスティテュート研究所
- ハンス・ザイデル財団
- ハインリヒ・ベール財団
- Wirtschaftsforschung （IFO）
- 平和研究所フランクフルト
- ローザ・ルクセンブルク財団
- 財団と政治 （SWP）
- Walter Eucken Institut

### アルバニア
- アルバニア国際問題研究所

### アルメニア
グローバル・ゴーシンクタンクレポート2012によると、同国最大はエレバンに約14のシンクタンクがある。経済開発研究センター（EDRC）、人間開発のための国際センター（ICHD）は、国内で最もアクティブで、著名なシンクタンクの一つ。他にアルメニアヤングアナリストセンター、Noravank財団など。

### ブルガリア
幾つかのシンクタンクがあるが、同国の現代政治研究所はブルガリアでの政策、専門知識を提供している。

### チェコ共和国
- 社会経済分析研究所
- 欧州の価値シンクタンク

### デンマーク
- CEPOS
- コペンハーゲン研究所
- コペンハーゲン先物研究所
- Think Tank DEA

CEPOSはデンマークの古典的自由主義/自由市場保守的なシンクタンク、Ceveaは、主にCEPOSへの反対勢力として設立され、中央より左寄りのシンクタンク。

### ラトビア
シンクタンクは、ラトビアでは普及していないが、単一の問題の提言機関とは対照的に、いくつかの顕著な機関がラトビアシンクタンクでみられる。
ラトビアで最も古いシンクタンクは、国際問題ラトビア研究所（LIIA）で1992年に設立され、非政府・非党派の基盤でもあり、その研究と政策提言は、主にラトビア外交政策、その近傍の方針と東方パートナーシップ、多国間および二国間関係を含む大西洋関係、欧州連合（EU）の政策を、ロシアとの関係位置から焦点を当てている。公共政策PROVIDUSセンターは2002年にProvidusで設立され、非政府・非党派に移行。ラトビア内での統治、刑事司法政策、寛容かつ包括的な公共政策と欧州の政策などから移行後では環境でのトピックに関する研究（研究と擁護の両方）に特に関連焦点が当てられている。
この他大学の後援の下で設立され、活動しているいくつかのシンクタンクがある。 ヨーロッパトランジション研究センター（CETS）は2000年に設立され、国内最大の公立大学-ラトビア大学の後援の下で活動するシンクタンク。
他に防衛研究センターは国立防衛アカデミーの後援の下で1992年に設立された。

### エストニア
プラクシスは、社会経済的な研究のシンクタンク。

### フィンランド
- デモヘルシンキ
- オーランド諸島平和研究所
- フィンランド経済研究所

フィンランドは非常に多くの特定分野の専門知識を提供するいくつかの小さなシンクタンクがある。Vasemmistofoorumiは左翼主義の将来を研究、OK DOは社会志向のデザイン思考組織、デモヘルシンキは、将来社会研究のシンクタンク、文化危機管理は、政治的な芸術家のシンクタンク。
また特定の独立したシンクタンクに加えて、最大の政党が独自のシンクタンクの組織をもつ。主な理由として政治活動状態によって付与サポートするためであるが、財界における中央の代表組織も、力を集中してきたフィンランド工業連盟労働組合との給与交渉に加え、シンクタンクとして機能している。また、フィンランドのビジネスと政策フォーラム（Elinkeinoelamanvaltuuskunta、EVA）農業生産組合中央会と森林所有者に関連付けられている農業や地域の利益（Maa-JAmetsataloustuottajainKeskusliitto、MTK）と中央党は、Pellervo経済研究（Pellervon taloustutkimus、PTTが調査されている）、フィンランドの労働組合の中央組織（SuomenAmmattiliittojenKeskusjarjesto、SAK）と社会民主党は、経済研究のための労働研究所（関連付けられているPalkansaajienのtutkimuslaitos、PTを）など、これらの組織それぞれは、多くの場合、国民経済に関する見通しをリリースする。

### ジョージア
- グルジア戦略国際研究財団
- 新経済学派

### ギリシャ
ギリシャには、政策研究所、研究機関、または単に研究所と呼ばれるシンクタンクがいくつかある。
いくつかの政策機関は、ギリシャの政党と関連しているか、名称も政治指導者にちなんで名付けられている。
ギリシャの シンクタンクの例として、下記ギリシャシンクタンクのリストを参照。
- 企画経済研究センター （KEPE）
- ヨーロッパと外交政策のためのギリシャ財団 （ELIAMEP）
- 欧州憲法法センター （CECL）
- 国際経済法センター （CIEEL）
- 防衛分析研究所 （IAA）
- 欧州研究センター （EKEM）
- ギリシャ保守政策研究所 （INSPOL）
- ヘレニズム戦略研究所 （ELESME）または（HELISS）
- 移民政策研究所 （IMEPO）
- 戦略開発研究所A.パパンドレウ （ISTAME）
- Institute N. Poulantzas （EPPNP）
- バルカン研究機関（IMXA）
- 国際経済関係研究所 （IDEC）
- 外交・国際問題研究所 [2]
- 国際公衆法と国際関係研究所 （AUTH）
- 国際関係研究所 （IDIS）
- 国際黒海調査センター（ICBSS）
- K. Karamanlis民主主義研究所 （IDKARAMANLIS）
- リオティ・フォーラム・オブ・ギリシャ - マルコス・ドラゴウミス [3] （KEFIM）
- マランゴポロス人権基金 （MFHR）
- 欧米研究院 （RIEAS）

上記に加えて、以下のシンクタンクは、経済分析と研究に焦点を当てている。
- 企画経済研究センター （KEPE）
- 経済産業研究財団（IOBE）
- 国際経済関係研究所

### ハンガリー
- ブダペストのクラブ
- ミレニアム研究所
- 公平な政治分析センター

### アイルランド
- 国際・欧州問題研究所 （IEA）
- イオナ研究所
- クロスボーダー研究センター
- 持続可能性の経済基盤
- TASC （社会変化に対処するThink-Tank）

TASC（社会変動に関する行動のためのシンクタンク）はアイルランドで左翼的シンクタンク。
上記のほか、経済社会総合研究所（ESRI）は、アイルランドのダブリンにある独立した研究機関。その研究は、政策決定と社会的理解を知らせるためにアイルランドの経済と社会の発展に焦点を当てている。
アイオナ研究所は保守的なカトリックのシンクタンク。
国際および欧州総務研究所（IIEA）は、欧州と国際情勢にアイルランド有数のシンクタンク。

### イタリア
- ブルーノ・レオニ・インスティテュート
- ローマクラブ
- 欧州大学研究所
- 将来のイタリア
- 国際政治学研究所 （ISPI）
- イスティトゥートアフェリインターナショナル
- Trinitadei Monti
- ヴェネチア研究所
- ビジョン
- Fondazioneエニエンリコ・マッテイ
- 地中海問題
- 「トリニタ・デイ・モンティ」シンクタンク
- Venezie研究所
- I2Iプラットフォーム
- サルデーニャDemocratica

### ノルウェー
- 腐敗防止資源センター （U4）

### ポルトガル
1970年に設立されたSEDESは最も古いポルトガルの市民団体シンクタンクの一つ。 Contraditorioは、非営利で独立した非党派シンクタンクで2008年に設立。

### ポーランド
さまざまなテーマについてシンクタンクの大きな蓄積があり、ポズナンで国内最古の国家的シンクタンクであり欧米での研究所で二番目に古く、1947年に設立された国際ポーランド協会（PISM）（オクシデンタルポーランドInstytut Zachodni、他に西ドイツ・インスティテュート、フランスL '研究所）がある。他には最も重要な国家的シンクタンクである東部研究センター（OSW）や、ポーランドとバルト海地域、バルカン諸国、トルコ、コーカサスと中央アジアの近隣諸国関連に特化しているが、国内最古の経済シンクタンクで民間シンクタンクの中で最も重要であり1991年に設立された社会経済研究所（CASE）などがあり、経済政策に関する構造実験研究所（IBS）やカシミールプラスキー財団は外交政策、EUの事務局的役割のdemosEUROPA、広報研究所（ISP）、社会政策の国際センター（CSM）とソビエスキー研究所などがある。
- アダム・スミス・センター
- 東洋研究センター （OSW）
- 経済研究所
- ソビエスキー研究所
- カシミールプラクシ財団 （FKP）
- コジオスコ研究所

### ルーマニア
ルーマニア最大のシンクタンクであるルーマニア学会（SAR）は1996年に設立。
公共政策研究所（IPP）は徹底的な調査、総合的な討論と非党派公共政策の分析を通じて、ルーマニアの民主的なプロセスの開発を支援する目的で2001年に設立されたシンクタンク。その使命は、ルーマニアにおける公共政策策定のより良いプロセスに貢献することで、当初から研究所は公共政策のアイデアを促進することにより、ルーマニアの民主主義体制の強化に貢献するである。高い専門的基準に付着促進するために、客観的データがサポートする政策措置奨学金のグローバルスタンダードに従って開発し、行政（公共サービスの改革、公務員体近代化、財政分権化）、政党、資金調達の改革分野での専門知識を統合し、選挙システムやプロセス、医療保険制度改革、公共調達や政策の分析汚職と戦う。この専門の担当者と協力および上記の分野の専門家との永続的なコラボレーションによって2004年以来、IPPは同様の組織で22カ国からなる開かれた社会ネットワークのための政策協会（PASOS）の会員組織。IPPのモットーは、「それはすべての思考のことだ」である。

### ロシア
ロシアのシンクタンクである外交政策研究所は2011年の「中央および東ヨーロッパのトップサーティシンクタンク」でトップ10のスポット4をライトを浴びるが、ロシアには112シンクタンクがある。 
注目すべきロシアのシンクタンクは、次のとおり。
- 世界経済国際関係研究所
- モスクワ国際関係大学
- 経済・金融研究センター
- 外交・防衛政策に関する審議会
- 社会政策のための独立した研究所
- ヴァルダイ国際ディスカッションクラブ
- ロシア連邦政府の分析センター
- 戦略と技術の分析センター
- アメリカ・カナダ研究所
- カーネギーモスクワセンター

### セルビア
2005年に設立されたFREN - セルビアの最認知頭脳は、経済の振興のための基盤でもあるベオグラード大学の経済学部にある。その研究品質と関連性のおかげで、FRENはセルビアでも有数の経済シンクタンクの一つとしての地位を確立している。FRENのチームは、定期的かつ体系的にセルビアの経済動向を監視する30以上仲間のネットワークを備える徹底的な調査を実施し、経済データの情報と可用性の交換を奨励し、促進している。

### スロバキア
スロバキアは、独自の（と同様に周辺国に存在する国際シンクタンクのほかに開かれた社会基盤が最も注目すべきである）シンクタンクがある。以下のような公共政策問題に関しスロバキアの焦点となるシンクタンクでは広報研究所や中央ヨーロッパ労働研究院がある。
その他は、例えば、少数保護などの人権問題に特化したフォーラムマイノリティ研究所等がある。
スロバキアのシンクタンクの一部は右翼やリベラル（スロバキアの中でも特に強いという認識はスロバキアの政党民族主義者）に関連するのでこれらの組織によって行われた調査結果と提言は一般的に民族主義なサポーターによって憤慨または無視されることが認識されている。 
- 広報研究所（IVO）
- フォーラムマイノリティ研究所

### スペイン
スペインには、シンクタンクがそれらの公的な側面において次第に力を持ち上げている。現在国内に最低30のシンクタンクがある。最も有力なスペインシンクタンクのうちの1つは、2001年に創設されたエルカノ王室研究所であり、英国王立国際問題研究所（チャダム家）の例にならっているけれども、政治力と密接に結び付いて（そして、それから出資することを受取って）いる。
複数の独立したシンクタンクとして、明らかに政治的ペクトルの左にあるCentro de Investigaciones de Relaciones Internacionales y Desarrollo (CIDOB)は1973年に設立。そして、1999年にディエゴ･イダルコによって設立されたthe Fundacion para las Relaciones Internacionales y el Dialogo Exterior (FRIDE) およびプロジェクトの背後にある主要な駆動力は、クラブ・デ・マドリッドなどのプロジェクトの後で主要原動力、民主主義以前の首脳、外交方針スペイン語版、およびDARAのグループ（国際的な組織）である。
元首相のホセ・マリア・アスナールは、The Fundacion para el Analisis y los Estudios Sociales（FAES主宰）、保守的な大衆的パーティー（PP）と関連する方針研究所がある。
また、その防御およびセキュリティ関連の調査・分析で知られているグルーポ・デ・エストゥディオスEstrategicos（ジーズ）がPPと結び付けられる。また、（お馬）がPPと結び付けられる。それは、その防御およびセキュリティ関連の研究と分析でその一部について、フンダシオンIT　Alternativasは無党派であるが、左翼思想に近い。社会主義Partido Socialista Obrero Espanol（PSOE）は、2009年にはフンダシオンアイデアを作成し、2009年にまた2014年1月にそれを溶解、中道連合・進歩・民主主義（UPyDは）はフンダシオン・プログレソ・ヤ・Democracia（FPyD）を結成している。
より特化したシンクタンクもBankinter財団から今後の動向フォーラム、のように、過去10年間にスペインで浮上しているヨーロッパでユーチューブニークなシンクタンク、的社会、経済的な科学技術の動向を検出し、それらの可能なアプリケーションの分析に焦点を当て、これは現在のビジネスモデルに影響を与えた。
地域のシンクタンクもあり、フトゥロは、ジェームズMcGannによって、タンクインデックスレポートを考えるために、グローバル移動に応じて、世界で最も影響力のあるシンクタンクの一つと考えられている。
最近、新しいシンクタンクは、それが「欧州推進研究所」と呼ばれ、欧州連合（EU）内に設立。
- バルセロナ国際問題センター （CIDOB）
- FundacionAlternativas
- 分析社会学研究科 （FAES）
- ロイヤル・ヨーロッパ研究所 （RIEE）

### スウェーデン
スウェーデン2大シンクタンクは、右指向のTimbroと左志向のアゴラで、アゴラはArena Ideに変更。その他はSektor3、SNS、フォレス、ArbetarrorelsensTankesmedja（社会民主指向）、市民意識（キリスト教民主主義指向）、セキュリティと開発政策研究所、DNV（新福祉システム、無党派）とコギト（緑指向）などである。
- ストックホルム国際平和研究所 (SIPRI)
- キャプソス
- Eudoxa
- 比率研究所
- ティムブロ
- セキュリティ開発政策研究所

### スイス
スイスの最初のシンクタンクであるゴットリーブ・ダットワイラー研究所（GDI）はミグロスの創設者ゴットリープ・ダットワイラーによって1946年に提案され、ダットワイラーの死後、1963年にその扉を開く。
その他のシンクタンクは、次のとおり。
- リベラル研究所｜1979年に設立された
- アベニール・スイス｜Switzerland.Itの大企業10社により1999年に設立され,これまでに100社以上の企業によってサポートされている。
- Denknetz｜2004年に設立
- 国際人道法と人権のジュネーブアカデミー
- ユニバーサル権利グループユーチューブ
- foraus｜スイスの外交政策上フォーラム。2009年に設立された

### トルコ
トルコのシンクタンクは比較的新しい。多くは、政党や企業の姉妹組織。 大学のシンクタンクはごくわずか。
トルコの シンクタンクは研究とアイデアを提供しているが、アメリカのシンクタンクと比較して政策立案においてあまり重要な役割を果たしていない。
1969年に設立され、中央のアンカラにある-トルコで最も古く、最も影響力のあるシンクタンクの組織、ESAM（Ekonomik Sosyal Aratrmalar Merkezi、経済社会研究センターのVE）。イスタンブール、ブルサ、コンヤ、他都市にもESAMの支部もあり、ESAMは特にイスラム諸国や社会との強力な国際関係を持っており、イデオロギー的政策のアイデアを生み出す行いや政党へのプロジェクト管理力は、ミリGorusとも並列的な国際戦略上の影響力持つ。ミリGorus運動の創始者でリーダーのネジメッティン・エルバカン博士は、ESAMの活動やブレーンストーミングの取組み等を非常に憂慮していた。
トルコ共和国の歴代で大統領2名、首相4名、様々な大臣、議員、市長や官僚の多くがESAMのメンバーであり、現在、ESAMの一般的な会長は、有名なベテラン政治家（二つの異なる省庁の大臣、過去野党の党首、およびSaadet党の創設者一般会長）Recai KUTAN。
トルコ経済社会研究財団（TESEV）は、別の大手シンクタンク。イスタンブールのリベラルな研究センター。ビジネス界に近いが、政界ではあまり影響がない。1994年に設立され、トルコで直面した社会的、政治的、経済的な政策課題を分析する、独立した非政府シンクタンク。TESEVの仕事の最も顕著なものでいくつかは、汚職、国家改革、透明性と説明責任を闘い、イスラムと民主主義の問題に取り組む。またTESEVは、学術研究とトルコの政策決定プロセスの間の架け橋として機能し、そのコアプログラムは領域民主化、良い統治、および外交政策である。
教育改革イニシアチブ （ERI）は、サバンチ大学内で2003年に開始され、教育方針や研究、啓発、訓練を通じて意思決定を改善することを目的としている。 ERIは参加型教育政策プロセスにおける幅広いステークホルダーを「すべての人のための質の高い教育」の使命を追求して動員する。教育改革イニシアチブは2013年グローバル・トゥ・シンク・タンク・インデックスにランクインされた。 
21世紀トルコ研究所 ; アンカラに拠点を置く、大規模な研究とプロジェクトを行う。 トルコ外交政策から地域政治と地政学。
3H Movementはリベラルなシンクタンクで、イスタンブールを中心とする若手組織。
アンカラ戦略研究所 （ Ankara Strategy Institute） [1]は、2011年に設立されたアンカラを基盤とする独立したシンクタンク組織。アナリストはすべて学者であり、トルコの他のシンクタンク組織とは区別される。
自由主義のための協会は、アンカラを中心とする自由主義的な思想家である。
バーチェシェヒル大学経済社会研究センター（Betam）は、科学研究に根差した伝統を確立し、普遍的に受け入れられている研究プラットフォームになることを目標として設立された。 Betamは2つの主要なユニットで構成されている。 経済研究部門では、比較の観点から、トルコ国内外の経済政策の研究開発に焦点を当てている。 社会科学研究ユニットでは、トルコの文化、社会、政治構造と国際関係に焦点を当てている。
代替政策のためのセンターまたは代替政策Politikalar Merkezi（APM-CAP）。 アンカラ/トルコに拠点を置く経済外交政策とグッドガバナンスに関する研究とプロジェクトを引き受けている。
ユーラシア戦略研究センターまたはAvrasya StrategikAraştırmalarMerkezi（ASAM）。トルコで初めてのシンクタンク。トルコの外交と密接な関係があり、アルメニア研究機関（EREN）の親組織。
トルコ政策研究センター（トルコ研究） 2012年ロンドン、イギリスに設立。 www.researchturky.org
トルコの経済・戦略研究センター （ TESAM ）は、2008年に設立された独立したシンクタンク。トルコの歴史、国際関係、戦略、外交政策、経済・文化問題に関する研究とプロジェクトを引き受けている。
自由研究協会（Freedom Research Association）は、アンカラに本拠を置く政策シンクタンクで、トルコの自由貿易機関の統合を支援する使命を抱いている。 最近設立されたシンクタンクで著名な政治学者、法学者、ジャーナリストを集め、独自の研究を発表し、公共政策に影響を与える。 http://ozgurlukarastirmalari.com/
[グローバル政策と戦略 ] GLOBAL Policy and Strategyは、非営利組織。 GLOBALは、独立したシンクタンクであり、学術的な研究と分析を行い、訓練やコンサルティングサービスを提供。 http://globalpse.org/ja/about
GPoTセンターとも呼ばれるグローバル政治動向センターは、イスタンブール・カルチュール大学のリベラルな研究部門。
イスタンブール政策センター（IPC）は、サバンニ大学に所属するイスタンブールの政治経済的なシンクタンク。複数のプロジェクトを持ち、気候変動、民主化、教育、EU関係、米国関係、中東関係に幅広く焦点を当てている。
アルメニア研究協会またはErmeniAraştırmalarıEnstitüsü（EREN）。ユーラシア戦略研究センター（ASAM）によって結成された民間資金機関。
国際文化研究センター （UKAM）。 イスタンブールに本拠地を置き、文化的、民族的権利と政治に関する研究を専門とするリベラルなシンクタンク。 http://www.ukam.org/
国際戦略研究機関 （USAK）は、アンカラに拠点を置くリベラル・シンクタンクで、2004年に設立。トルコの外交、軍事、政治界と緊密な関係を築いている9つの研究センターを持つ傘下組織。 ビジネス界や会員の寄付によって後援されている。
SESAR（ トルコ ： Siyasi、Ekonomik、SosyalAraştırmalarve StratejiGeliştirmeMerkezi ）。 Ergenekonの調査には、 İsmailYıldızの酋長が投獄されていたことが示唆されている。
SETAM - 2010年に設立された戦略経済社会研究センター 。
SETA。2006年に設立され政府に近い。 保守的。
トルコアジア戦略研究センター（TACSS） コンヤ戦略をベースとしたシンクタンク。 2011年に設立された。
TASAMはイスタンブール中心のナショナリスト系。
ターキー・シンク・タンク（TTT）非トルコ・オーディエンスのためのトルコを理解する
トルコの経済政策研究財団 （TEPAV）は、アンカラを拠点とするリベラルな研究センター。 ビジネス界、特に商工会議所に近い。 経済外交政策とグッドガバナンスに関する研究とプロジェクトを引き受ける。
TURANSAMはコンヤ中心。 2007年に設立されたそれは右派の国家主義者であり、トルコのナショナリズムとツルアニアの世界トルコ人のイデオロギーという神聖な連合を担っている。軍と国家行動党のイデオロギーに近い。根本的イスラーム民族主義者、トルコ民族主義者、NGO、思考制作組織。創設者はElnur Hasan MIKAIL博士（歴史学博士）であり、M. Scとの国際関係の専門家でもある。アゼルバイジャン共和国、バクー市の古いSovietski street-Yasamalで生まれたIR支部の学位。彼は18歳のときにトルコに移住し、以来彼はトルコ在住。 彼は英語で書かれた4つの科学書の作家でもある。
TURAN-CSR：組織戦略的研究のためのTURANセンター、コンヤを基盤とする国家主義的なトルコのシンクタンク。
トルコの国際関係と戦略分析センター （TURKSAM）。 2004年に設立されたアンカラを中心とした民族主義のシンクタンク。軍とナショナリストのアクションパーティーの近くにある。
ツサムはアンカラを中心に活動する左派ナショナリスト。超ナショナリストの軍隊に近い。
USTAD - 2011年に設立された国際戦略分析研究センターマルディン中心の民主・リベラル・シンクタンク。
Wise Men for Strategic Studies（BİLGESAM） 2008年に設立されたWise Men for Strategic Studies（BILGESAM）は、トルコの主要なシンクタンクの1つ。 非営利団体である非党派組織BILGESAMは、さまざまな学問分野、退役軍人将校、外交官から尊敬されている学者の指導のもとに運営されている。 地域および世界の平和と繁栄に貢献することを目指している。 トルコの国内問題、外交政策、治安戦略、トルコの政策立案者に実践的な政策提言や政策オプションを提供するための周辺地域の開発について、国内外の発展に密接に関連する。
TEDMEMは、トルコ教育協会（TürkEğitimDerneği）の一員として2012年に設立された。 TEDMEMは、エビデンスベースの研究データを提供し、新しいアイデアや出版物を積極的に作り出すことを目指すシンクタンク。
その他の有力なトルコのシンクタンクには、外交政策研究所、学術研究所（AAE）などがある。

### ウクライナ
ウクライナでは、法改正政策センター（CPLR）があり、さらに、ラズムコフセンターは国内政策、状態の管理、経済政策、エネルギー、土地関係、外交政策、ソーシャルポリシー、国際及び地域の安全保障、国家安全保障と防衛といった分野で公共政策の研究を行うために1994年に設立された非政府系のシンクタンク。ラズムコフセンターは、経済、エネルギー、法律、政治学、国際関係、軍事安全保障、土地の関係、社会学、歴史、哲学の分野の専門家が団結。センターは約35名のフルタイム従業員を有するが、100人以上は契約ベースでの従業員。ラズムコフセンター社会学的サービスについてウクライナ全体の世論調査は、300人以上が参加。ラズムコフセンターの分析資料：認識と異なる政治勢力による活用｜科学的、専門家のコミュニティによる認識｜政府、いくつかの省庁のウェブサイト上で発表｜ウクライナのVerkhovnaラダで議会の公聴会の分析と、基準材料への活用｜ウクライナの大学生へ活用推奨記述｜ウクライナ語と外国のマスメディアと科学文献へ引用の高活用率と共有
2004年、クルィニツァ（ポーランド）で国際経済フォーラムにラズムコフセンターは、東ヨーロッパの最高の非政府組織と呼ばれており、中央および東ヨーロッパのトップ25シンクタンクとして記載されている。平均センターの年間予算は約60万ドル。
社会・経済研究所は、ウクライナで非政府組織（NGO）であり、生活業況の様々な局面で公共政策を分析することを目的とシンクタンク。シンクタンクのミッション：政府、ビジネス、コミュニティ間の信頼の知的かけ橋となり、主に社会・経済開発のすべての分野で公共政策を評価し、改善に相乗効果との共同の努力のより良い結果を達成するため、このような知的ブリッジ-アイデア指名からの分析その実践結果利害関係者間の信頼の形成および修復を目的としている。業務内容や活動：規範的法的行為の下書｜当局への法律や勧告を起草する結論｜公共政策の分野における研究｜分析の出版物｜専門家のコメント、プレゼンテーション、説明会｜セミナー、ワークショップ、政府職員に対する研修、人民代議員、地域社会や企業の代表者の組織
- ラズムコフセンター
- 国際政策研究センター （ICPS）
- 法務改革政策センター （CPLR）
- 社会経済研究所（ISES）

### オランダ
オランダ政府は政府の政策のための科学委員会など独自のシンクタンク持つが、国内すべての主要政党のも研究基盤として持っており、政策を形成する上で役割を果たしている。
- 欧州再生センター
- エドモンドバーク財団
- 欧州独立機関
- 国際研究教育機関
- オランダ多民族民主主義研究所
- オランダ国際関係研究所Clingendael
- ヘーグ・グローバル・ジャスティス研究所
- トランスナショナル・インスティテュート
- ワーディ・ベックマン財団

## アジア
- アジア開発銀行研究所
- 東アジア・ASEAN経済研究センター

### アゼルバイジャン
ペンシルバニア大学によって行われた研究によると、アゼルバイジャン大統領下戦略研究センターなど、アゼルバイジャンでは12のシンクタンクがある。
経済社会開発のためのセンターまたはCESD。アゼルバイジャンqtisadivəSosialİnkişafMərkəzi（ISIM）はバクーにあるアゼルバイジャンのシンクタンク、非営利団体、NGOに基づいて、このセンターは2005年に設立された。CESDは、政策提言と改革に焦点を当て、政策研究と能力構築に関与している。CESDは、それぞれの分野で著名な大手研究者を採用し、幅広い地域および国際的なネットワークを楽しんでいる。CESDは、国内および地域経済・社会問題、積極的に政策決定に影響を与えると参加を改善する目的のための改革と能力構築に向けた政策提言の研究を促進するために設定されている。
CESDはペンシルバニア大学によって世界でもトップクラスのシンクタンクの一つとしてランクインしている。ペンシルバニア大学のランキングによると- 1500年の学者からの調査の結果ピアレビューの評価-経済社会開発のためのセンター（CESD）でトップ25のシンクタンクの一つであり、中東欧 CISを含め、CESDのみシンクタンクであるコーカサスと中央アジアは rankings.CESDはまた、世界で戦車を考えてトップ25の国内経済政策の一つとしてランクされ、トップのシンクタンクに含まれている。唯一のCESD（19位）と経済社会研究センター（CASE）中央および東ヨーロッパとCIS諸国リストに含まれていた（21位にランク、ポーランド）。
経済研究センター（ERC）は国内レベル（EITI NGO連合、国家予算グループ、パブリック連合に対する貧困、など）および国際レベル（PWYP、IBPを、官民と市民社会との間の有利な相互作用を構築し、 ENTO、ALDA、PASOS、WTO NGOネットワークなど異なるネットワークと協力してこれを行うように努めている）において、アゼルバイジャンの新しい公共管理システムにおける持続可能な経済発展と良い統治を促進する使命としている。1999年に設立された政策研究指向の非営利シンクタンク。

### 韓国
- アジアインスティチュート
- 済州平和研究院
- 韓国開発研究院 （KDI）
- 韓国行政研究所 （KIPA）
- フリーエンタープライズセンター （CFE）
- 世宗研究所
- 牙山研究所

### 北朝鮮
- 朝鮮社会科学院

### 日本
日本には100以上のシンクタンクがあり、そのほとんどが政策研究だけでなく、経済、技術分野などをもカバーしている。シンクタンクのいくつかは政府関連組織もあるが、大部分は民間レベルでの後援を受けている組織である。これについて総合研究開発機構『シンクタンクの動向2008』によると、1970年前後に高度成長期に陰りが見え始め、公害論、環境論、都市問題などが盛んになった時期、日本の社会や経済・産業構造についてその将来像を模索する気運が生まれたとし、このことで企業自らが調査研究に積極的に力を入れ始めるきっかけとなり、行政中心ではない観点からの社会開発、研究の必要性が高まったからである、としている。
『シンクタンクの動向2008』では社会科学の分野における調査研究機関の嚆矢を、1919年に倉敷紡績株式会社の社長大原孫三郎が私財を投じて立ち上げた大原社会問題研究所の創設としており、これがその後30年にわたり大原家の財政的支援を得て活動を続けてきたとしている。但し第2次世界大戦後の財政難によって存続の危機にさらされ、1949年に解散、その後法政大学との合併により再出発してから社会・労働問題に関する調査研究機関、また専門図書館・文書館として現在も活動を継続している、としている。また1920年には倉敷紡績は万寿工場内に工場保健衛生調査所が設置され、翌年倉敷労働科学研究所も発足するが、これが現在の労働科学研究所の前身とされている、と記載している。
また『シンクタンクの動向2008』では1922年に安田善次郎の巨額寄付より旧東京市が東京市政調査会を東京市長となっていた後藤新平発案で創立したとし、都市問題・地方自治を対象とするという調査機関は当時例をみない独立自由な民間団体で、財政的に独立性を確保し、立論・行動の点でも自主性を堅持してきた、としている他、1932年に三菱経済研究所が国内外の経済動向や経済問題についての調査研究活動を行う目的で設立されたとしている。但し、これについては経済に関する調査・基礎研究は継続したが、のちに三菱グループの株式会社として三菱総合研究所が設立されたため規模は縮小され、1998年三菱の歴史に関する史料の収集・保管・公開、ならびに日本の産業史の調査・研究を行う三菱史料館を併設したとしている[2]。この他、戦後の混乱期にあった1945年に設立され、2004年に解散、自主独立、いかなる特定勢力にも依存しない、純然たる民間の実証的研究機関という基本姿勢を貫き長きにわたり社会経済の発展に尽力してきた国民経済研究協会を紹介している。その後同レポートでは1946年に九州経済調査協会(福岡県)、1948年に中国地方綜合調査所→現：中国地方総合研究センター(広島県）などが、さらに60年代に入ると東北経済開発センター→現：東北開発研究センター(宮城県）、静岡経済研究所(静岡県)、北陸経済調査会(石川県,　2006年3月解散）、関西経済研究センター（現：関西社会経済研究所,大阪府）、中部開発センター(愛知県)など、地方において設立が相次いだ頃までを黎明期としている。なお、1970年代後半から80年代中ごろにかけて、再び地方において10年余で約40の機関が誕生し、こうした動きに呼応する形で、1985年に78機関の参加を得て地方シンクタンク協議会が発足、その目的は同協議会規約によると「地方シンクタンク相互および総合研究開発機構との情報交流、人的交流等、多様で幅広い交流を通じて、日本における政策研究のより一層の発展に資すること」としている。この協議会は東京圏である埼玉県、千葉県、東京都、神奈川県を除く地域に立地する機関が加盟し、現在も活発な活動を展開しているという。
『シンクタンクの動向2008』は日本国際問題研究所がとりあげられている。日本国際問題研究所は1959年12月に英国のチャタムハウスにならって国際問題の研究・知識普及、海外交流の活発化を目的に吉田茂元首相の強い意向で設立され、吉田自らが初代会長に就任、1960年9月から外務省所管の財団法人、現在は公益財団法人となり、さらに2014年には一般財団法人世界経済調査会を併合した。さらに1965年の株式会社野村総合研究所（NRI）、さらに1967年の株式会社コンピュータ・システムサービス（現：三井情報開発株式会社総合研究所）、1969年の日本情報サービス株式会社（現：日本総合研究所株式会社）らの設立から、日本における民間の調査・研究機関の多くは高度成長時代の要請に応じて1960年以降の設立で、また特に1970年前後を第1次設立ブームとしてシンクタンク元年と称し、次に80年代後半は第2次設立ブームとし、この２つを大きな波として、設立時期が集中しているとしているが、野村総合研究所を皮切りに、1969年に社会工学研究所、1971年に未来工学研究所などが創立され、そして1970年に株式会社芙蓉情報センター（のちに株式会社富士総合研究所と合併しみずほ情報総研）・株式会社三菱総合研究所、1971年に株式会社住友ビジネスコンサルティング（のち日本総合研究所と合併）と情報関連分野における企業系列の調査機関が多く誕生し、この設立ブームの流れを受け1971年には「情報化社会の進展に各機関の交流や共同研究ないし相互協力を推進することによってシンクタンク事業の発展に寄与する」ことを目的に日本シンクタンク協議会の発足を紹介している。第2次設立ブームとなった1980年代後半から1990年代初頭にかけては、金融機関あるいは保険会社を資本系列とする機関の設立が顕著とし、前者では、株式会社三和総合研究所（現：三菱UFJリサーチ&コンサルティング株式会社）・株式会社三井銀総合研究所（さくら総合研究所を経て日本総合研究所 に合併)・株式会社あさひ銀総合研究所・株式会社大和銀総合研究所（いずれも現：株式会社りそな総合研究所）・株式会社浜銀総合研究所・株式会社富士総合研究所（現：みずほ情報総研）・株式会社第一勧銀総合研究所（現：みずほ総合研究所）・株式会社ちばぎん総合研究所・株式会社長銀経営コンサルティング（現：株式会社価値総合研究所）など、後者には、株式会社安田総合研究所（現：株式会社損保ジャパン総合研究所）・株式会社住友生命総合研究所（2005年解散）・株式会社ニッセイ基礎研究所・株式会社三井海上基礎研究所（現：株式会社三井住友トラスト基礎研究所）・明治生命フィナンシュアランス研究所（現：株式会社明治安田生活福祉研究所）などがあるとしている。そして1990年代後半は環境問題がクローズアップされた時期で環境関連法案等の設立が相次ぎ、さらに1998年の特定非営利活動促進法の成立を受けて特定非営利活動法人（特非、NPO）での設立が相次いだことで環境自治体会議環境政策研究所、環境エネルギー政策研究所、気候ネットワークなど、環境問題に特化したNPOでの研究機関などの機関に加え、市民活動情報センター、NPOぐんま、政策過程研究機構など、政策提言、政策研究を主体的に行うNPO法人の設立が相次いだことも紹介している。

#### 政府系
- 経済社会総合研究所（内閣府）
- 警察政策研究センター（警察庁）
- 経済産業研究所（経済産業省）
- 地球産業文化研究所（経済産業省）
- 財務総合政策研究所（財務省）
- 行政管理研究センター（総務省）
- 日本銀行金融研究所（日本銀行）
- 日本国際問題研究所（外務省）
- 防衛研究所（防衛省）
- 科学技術・学術政策研究所（文部科学省）
- 国立教育政策研究所（文部科学省）

#### 自治体シンクタンク
- 福岡アジア都市研究所

#### 金融機関系
政府系金融機関
- 農林中金総合研究所（農林中央金庫系）
- 信金中金総合研究所（信金中央金庫系）
- 国際金融情報センター
- 日本経済研究所（日本政策投資銀行系）
- 価値総合研究所（日本政策投資銀行系）

都市銀行
- 三菱UFJリサーチ&コンサルティング（三菱UFJフィナンシャル・グループ系）
- 日本総合研究所（三井住友フィナンシャルグループ系・住友グループ系[注釈 1]）
- みずほリサーチ&テクノロジーズ（みずほフィナンシャルグループ系）
- 都市未来総合研究所（みずほフィナンシャルグループ系）
- りそな総合研究所（りそなホールディングス系）

信託銀行
- 三井住友トラスト基礎研究所（三井住友トラスト・ホールディングス系）

地方銀行
- 道銀地域総合研究所（北海道銀行系）
- 北海道二十一世紀総合研究所（旧たくぎん総合研究所、北洋銀行系）
- あおもり創生パートナーズ（青森銀行系）
- 岩手経済研究所（岩手銀行系）
- 七十七リサーチ&コンサルティング（七十七銀行系）
- 秋田経済研究所（秋田銀行系）
- あきぎんリサーチ&コンサルティング（秋田銀行系）
- フィデア情報総研（フィデアホールディングス系[注釈 2]）
- やまぎん情報開発研究所（山形銀行の内部組織）
- 福島経済研究所（東邦銀行系）
- 常陽地域研究センター（常陽銀行系）
- 常陽産業研究所（常陽銀行系）
- ちばぎん総合研究所（千葉銀行系）
- 浜銀総合研究所（横浜銀行系）
- ぶぎん地域経済研究所（武蔵野銀行系）
- 新潟経済社会リサーチセンター（第四北越銀行系）
- ホクギン経済研究所（第四北越銀行系）
- 長野経済研究所（八十二銀行系）
- 北陸経済研究所（北陸銀行系）
- OKB総研（大垣共立銀行系）
- 静岡経済研究所（静岡銀行系）
- 三十三総研（三重銀行系）
- 百五総合研究所（百五銀行系）
- しがぎん経済文化センター（滋賀銀行系）
- 京都総合経済研究所（京都銀行系）
- ひょうご経済研究所（みなと銀行系）
- 南都経済研究所（南都銀行系）
- 岡山経済研究所（中国銀行系）
- ひろぎん総合研究所（広島銀行系）
- 山陰経済経営総合研究所（山陰合同銀行系）
- ワイエムコンサルティング（山口フィナンシャルグループ系）
- 山口経済研究所（山口フィナンシャルグループ系）
- 西京総研（西京銀行系）
- 徳島経済研究所（阿波銀行系）
- 百十四経済研究所（旧・香川総合研究所 百十四銀行系）
- いよぎん地域経済研究センター（伊予銀行系）
- 鹿児島経済研究所（旧・鹿児島地域経済研究所 鹿児島銀行系）
- おきぎん経済研究所（沖縄銀行系）
- 北九州経済研究所（山口フィナンシャルグループ系）

#### 証券会社系
- 野村総合研究所（野村ホールディングス系）
- 大和総研（大和証券グループ本社系）
- 日興リサーチセンター（SMBC日興証券グループ系）

#### 保険会社系
- ニッセイ基礎研究所（日本生命系）
- 第一生命経済研究所（第一生命系）
- 東京海上研究所（東京海上日動火災保険系）
- 損保ジャパン総合研究所（SOMPOホールディングス系）
- 損保ジャパン・リスクマネジメント（SOMPOホールディングス系）
- MS&ADインターリスク総研（MS&ADインシュアランスグループホールディングス系）

#### 会計事務所社系
- EY総合研究所（アーンスト・アンド・ヤング・ジャパン系）

#### 企業系
- 三菱総合研究所（三菱グループ系）
- NTTデータ経営研究所（NTTグループ系）
- 富士通総研（富士通グループ系）[注釈 3]
- 博報堂生活総合研究所（博報堂系）
- 三井物産戦略研究所（三井物産系）
- 丸紅経済研究所（丸紅系）
- 双日総合研究所（双日系）
- TBSメディア総合研究所(TBS系）
- エフシージー総合研究所(フジ・メディア・ホールディングス（フジサンケイグループ、産経新聞）系）
- 情報通信総合研究所（日本電信電話系）
- 日経産業消費研究所（日本経済新聞社系）
- 日経・CSISバーチャル・シンクタンク(日本経済新聞社系）
- 日本経済研究センター(日本経済新聞社系）
- 日建設計総合研究所（日建設計系）
- 日本能率協会総合研究所（日本能率協会系）
- 日通総合研究所（日本通運系）
- ガリバー自動車研究所（ガリバーインターナショナル系）
- 法学館憲法研究所（法学館系）
- 日鉄総研（日本製鉄グループ系）
- 日立総合計画研究所（日立グループ系）
- HVC戦略研究所（HVC系）
- 時事総合研究所（時事通信社系）
- 北國総合研究所（北國新聞社、北國銀行系）
- PHP総合研究所（PHP研究所の母体、旧松下グループの同族法人の一つ）
- リクルートワークス研究所
- エンゼル財団（森永製菓系）
- トヨタコンポン研究所（トヨタグループ）
- テクノバ（トヨタグループの技術系シンクタンク)
- キヤノングローバル戦略研究所（キヤノン）
- 角川アスキー総合研究所（KADOKAWAグループ系のサブカル系シンクタンク）
- BBT大学総合研究所（株式会社ビジネス・ブレークスルーのシンクタンク）
- OKWAVE総合研究所（株式会社OKWAVE傘下のシンクタンク）
- PR総研（共同ピーアール総合研究所）

都市調査系
- 社会安全研究所
- 首都圏総合計画研究所
- 防災都市計画研究所（民間防災シンクタンク）

#### 業界系
- 21世紀政策研究所（財界）
- 建設経済研究所（建設）
- 国際貿易投資研究所（貿易）
- アジア経済研究所（日本貿易振興機構系、貿易）
- 日本繊維経済研究所
- 不動産経済研究所（不動産）
- 電力中央研究所（電力系）
- 鉄道総合技術研究所（鉄道系）
- 日本看護協会(看護)
- メディアクリエイト(ゲーム産業)

#### 教育機関系
- 地方公共団体の教育研究所・教育センター
- 東京大学未来ビジョン研究センター
- 産業能率大学総合研究所
- 北海学園大学開発研究所

#### 政党・労組・市民団体系
- 宇都宮軍縮研究室
- 社会科学研究所（日本共産党付属）
- 労働運動総合研究所（全労連系）
- 連合総合生活開発研究所（連合系）
- 地方自治総合研究所（自治労系）
- 自治体問題研究所（自治労連系）
- 国民教育文化総合研究所（教育総研、日本教職員組合系）
- 民主教育研究所（民研、全日本教職員組合系）
- 日本教育文化研究所（教文研、全日本教職員連盟系）
- 社会資本政策研究会（連帯ユニオン関西生コン支部組織団体）
- 部落解放研究所（部落解放同盟系）
- 部落問題研究所（全国地域人権運動総連合系）
- 日本政策研究センター（日本会議系）
- 日本生産性本部（元経済産業省所管）
- 原子力資料情報室
- 日本国際フォーラム
- 東アジア共同体研究所
- 協和協会
- 政治経済研究所（旧企画院系東亜研究所）
- 日本総合研究所 (財団法人)（元内閣府及び経済産業省所管）
- 日本経済調査協議会（元内閣府系）

#### 独立系・その他
- 独立総合研究所（青山繁晴含めた三菱総研OBにより設立）
- 自然産業研究所(農林水産業)
- 総合研究開発機構
- 日本経済研究センター
- 構想日本
- 東京財団（日本財団系）
- 笹川平和財団（日本財団系）
- 笹川スポーツ財団（日本財団系）
- 東洋哲学研究所（創価学会系）
- 戸田記念国際平和研究所（創価学会系）
- 国際公共政策研究センター
- 企業税制研究所
- 大樹総研株式会社（日本生命保険グループの大樹生命保険とは無関係）
- 国家基本問題研究所（櫻井よしこが代表を務める団体）
- 滋慶教育科学研究所
- 未来工学研究所
- 中央政策研究所
- 新外交イニシアティブ
- 日本再建イニシアティブ
- 沖縄国際交流政策研究所（日本文化チャンネル桜 沖縄支局のキャスターにより設立）
- 日本平和学研究所
- 原田武夫国際戦略情報研究所
- フジタ未来研究所（藤田田が経営する（株）藤田商店が設立）
- ブランド戦略研究所
- 霞が関政策研究所 - 政策提言のシンクタンク
- 言論エヌピーオー
- 公共政策総合研究所
- 公共政策調査機構（池田健三郎により設立）
- 国際開発センター
- 国際年金経済研究所
- 産労総合研究所
- 市民防災研究所
- 世界政経調査会 - 内閣調査室のシンクタンクとして設立された
- 世界平和研究所 - 以前は防衛省所管（厳密には総理府、外務省、財務省、防衛省、経済企画庁、経済産業省主務）の財団法人
- 中央調査社 - 世論調査や市場調査が専門。元国立世論調査所、時事通信社世論調査室
- 西日本国際ビジネスフォーラム
- 総合防災ソリューション - 同社は自衛隊出身者が多く、自衛隊OB団体でもある公益社団法人隊友会との連携も多いのが特徴
- 知的財産研究所
- 地球産業文化研究所
- 地球環境戦略研究機関 - 環境系のシンクタンクで気候変動の分野に強く同分野で欧米外地域第1位、世界第7位(2016年)
- 中東調査会 - 外務大臣所管の財団法人
- 日印協会
- 日本開発構想研究所
- 日本交通公社 (公益財団法人)
- 日本政策フロンティア
- 日本アプライドリサーチ研究所
- 平和・安全保障研究所
- 後藤・安田記念東京都市研究所
- 都市化研究公室
- マスコミ総合研究所（藤田義郎と元中華民国駐日大使館政務参事の林金莖が立ち上げた団体）
- 日本戦略研究フォーラム-外交・安全保障系のシンクタンク

#### 過去存在していたシンクタンク
戦前には、陸軍統制派の支援を受けたシンクタンクが複数存在し、主に政府の総動員政策に対して強力な影響力を持った。企画院で総動員政策を策定した革新官僚らは戦後、通産省や経済企画庁等の政府機関で経済官僚として手腕を発揮し、いわゆる「日本型社会主義」を確立して高度経済成長に大きく貢献した。
『シンクタンクの動向2008』によると、1970年以降活発化した設立の流れから、2000年以降は解散や廃止が相次いだとし、主なところでは、2003年には余暇に関しては日本国内唯一の調査研究機関として活動実績を有したという自由時間デザイン協会（旧：余暇開発センター）、環境・エネルギー・産業振興や情報化・国際化など幅広い問題に着手し実績を残したという株式会社の社会工学研究所、が相次いで解散となったことを紹介。解散や廃止となった機関の中には30年以上の歴史を有する機関もあり、時代の要請に呼応するかたちで誕生したシンクタンクという存在が時を経て一定の役割を終えたと見る向きもあること、また合併・統合による組織改編や業態変更によって、シンクタンク事業から撤退した機関もあり、解散、廃止の理由はさまざまであろうが、財政の逼迫が大きな要素を占めている、としている。また、農政研究の専門機関として40年の足跡を残した食料・農業政策研究センターの回顧録『農政研究の軌跡―農政シンクタンクの40年』を紹介し、国庫補助金の急激な削減、その背景として公益法人の見直しの動きがあったこととし、外交における政策研究の先駆け的存在でもあったというアジア太平洋研究会の解散については資金不足を理由に挙げているが、一方で研究事業を大学に移管し事業継承を行っているケースを紹介、滋賀総合研究所は滋賀県立大学地域づくり調査研究センターに、北九州都市協会は北九州市立大学都市政策研究所にそれぞれ研究機能を移管、また解散となった機関の研究者が、地元大学に移籍し新たな活動を始めているケースもあると紹介している。
- 企画院 - 1943年廃止
- 満鉄調査部 - 1943年に調査局に改編され大幅に規模縮小
- 総力戦研究所 - 1945年解散
- 国民経済研究協会 - 2004年解散
- 社会工学研究所
- 産業計画会議
- 住友生命総合研究所 - 2005年解散
- とちぎ総合研究機構 - 2005年解散
- 食料・農業政策研究センター - 2005年解散
- 熊本開発研究センター - 2005年解散
- アジア太平洋研究会 - 2005年解散
- シンクタンク2005・日本（自由民主党系） - 2011年解散
- 海洋政策研究財団（日本財団系） - 2015年解散
- 財団法人政策科学研究所 - 2008年7月で活動終了。その後は未来工学研究所に移管
- 高知県政策総合研究所 - 2005年廃止
- 三重社会経済研究センター - 2002年に廃止
- 滋賀総合研究所 - 2006年解散
- 北陸経済調査会 - 2006年解散
- 鹿児島総合研究所、 - 2007年解散
- 北九州都市協会 - 2007年解散
- 産業創造研究所 - 2007年解散
- 電通総研 2008年解散
- 公共政策プラットフォーム（プラトン）（民主党系） - 2009 活動を休止
- 関西社会経済研究所 - 2011年 任意団体のアジア太平洋研究所と統合
- 一般財団法人青森地域社会研究所 - 2020年3月解散

### 中華人民共和国
中華人民共和国では、多くのシンクタンクが国務院開発研究センターのような政府機関の後援を受けているが、アイデアをより自由に提案して議論するため十分な非正式な地位を保持している。2009年には、「中国のトップシンクタンク」と呼ばれる中国国際経済交流センターが設置された。同シンクタンクは温家宝総理の指示で、2つの政府付属シンクタンク（国家発展改革委員会付属の国際協力センターと対外開放諮問センター）が統合したものである。2012年1月には、広東省に非政府系のシンクタンクである中国初の非公式シンクタンクが設立された。2016年のトップシンクタンクの報告書では、世界トップのシンクタンクに選ばれたトップタンク38で、中国（435）のシンクタンク数がNO.1のアメリカ（1835）のすぐ後にあることが報告されている。
- 中国社会科学院
- 中国国際経済交流センター
- 中国の国家情報センター

香港
香港では、1991年の最初の直接立法議員選挙や中英共同宣言で示された「1国2制度」の政治体制下、1980年代後半から1990年代初めに設立された初期のシンクタンクから、1997年に主権が中国に移管された後、知識人や専門家の様々なグループによって、より多くのシンクタンクが設立された。彼らには、市民教育の促進を含む様々な使命と目標がある。経済社会・政治政策に関する研究を行い、「香港特別行政区の政治的、経済的、社会的発展に対する一般の理解と参加」を促進する。
- 中央政策組（Central Policy Unit，CPU）- 香港行政長官に直属するシンクタンク
- バウヒニア財団研究センター （ 智經研究中心）
- 中央政策部 - 政府部門
- 市民交流
- HKゴールド50
- 香港民主財団香港民主発展
- ライオンロック研究所
- 新世紀フォーラム
- ワンカントリーシステム研究所
- プロフェッショナル・コモンズ （公共專業聯盟）

### 台湾
- 台湾経済研究院
- 中華経済研究院
- 台湾民主基金会

### レバノン
- イサム運賃公衆政策研究所

### ミャンマー
- 国際成長センター （IGC）

### マレーシア
マレーシアのシンクタンクのほとんどは、政府や政党に関連しており、防衛、政治、政策に焦点を当てている。特に注目すべきものに民主化と経済問題研究所（IDEAS）と教育経済優秀学術機関（INSPIRE）ペナン研究所がある。

### インドネシア
- 戦略国際研究センター （CSIS）

### インド
インドには多くのシンクタンクがあり、そのほとんどはニューデリーを拠点とし、いくつかは政府が後援している。外交政策と安全保障問題に関する作業の多くを必要としている。リベラルな社会経済的アイデアを促進する市民社会のためのセンターのようなシンクタンクや、学生が実証的研究を行い、公共政策の問題で初めての経験を得るように促すラクシャク財団のようなものも少なくない。
ムンバイでは、Strategic Foresight Groupが水の外交、平和と紛争、先見性（先物研究）などの問題に取り組む世界的なシンクタンク。開発焦点を持つシンクタンクは、NCCD（National Center for Cold-Chain Development）といったものまであり、企画委員会および関連する政府機関を業界固有のインプットで支援することで包括的な政策変更をもたらしている。コールドチェーンの開発を指揮する政府命令からいくつかのタンクは焦点領域が固定されており、それぞれの分野で社会問題への政策の解決策を見つけるのに向かって動きだす。
データ収集とデータ共有のシステムと意味の一貫性を確保するためのNDSAP（National Data Sharing and Accessibility Policy）、全米電子ガバナンス計画（管理プロセスの自動化）、ナショナルナレッジネットワーク（NKN：教育機関と研究機関の間のデータとリソースの共有）は、適切に実施されれば、シンクタンクによって行われる仕事の質を向上させるのに役立つはずであるとみられる。
インドは世界で4 番目に多くのシンクタンクを所有しており、2015年には280に達している。
以下はインドのシンクタンクの一覧
- 戦略的先見グループ （SFG） - ムンバイ
- 公共政策研究センター - ケーララ州コチェ
- インドの公衆衛生財団 - ニューデリー
- Takshashila Institution - バンガロール 、 カルナータカ州
- インドのユナイテッド・サービス・インスティテュート - ニューデリー
- ビベカナンダ国際財団 （VIF） - ニューデリー
- 防衛研究と分析のための研究所
- 民主化改革協会 - ニューデリー
- インド戦略戦略研究センター （CASS-India） - ニューデリー
- 空気力学研究センター （CAPS） - ニューデリー
- 市民社会センター （CCS） - ニューデリー
- 開発研究センター - ケーララ州 ティルヴァナンタプラム
- 陸戦研究センター - ニューデリー
- 政策研究センター - ニューデリー
- 公共政策センター - バンガロール 、 カルナータカ州
- 科学環境研究センター （CSE） - ニューデリー
- 科学技術政策研究センター （CSTEP） - バンガロール
- フリーエンタープライズフォーラム - ムンバイ 、 マハラシュトラ州
- 民主化改革のための基金 - ハイデラバード 、 テランガナ
- Gateway House：インドのグローバル・リレーションズ・カウンシル
- インド財団 - ニューデリー
- インド世界問題評議会 - ニューデリー
- インダスの起業家 （TiE）
- 国防総省の分析と分析 （IDSA） - ニューデリー
- 産業開発研究院 - ニューデリー
- 経済成長研究所 - ニューデリー
- 食料安全保障研究所 - ハリヤーナ州 グルガオン
- 平和紛争研究所 （IPCS） - ニューデリー
- 国際成長センター （IGC）
- Jadavpur国際関係学会 - 西ベンガル州カルカッタ
- カルナタカ知識委員会 - カルナタカ州ベンガルール
- 集団弁護士
- 国立農業科学アカデミー - ニューデリー
- 応用経済研究全国評議会 - ニューデリー
- 国家知識委員会 - ニューデリー
- 国立海事財団 （NMF） - ニューデリー
- 国立高等研究所 （NIAS） - バンガロール
- オブザーバー研究財団 - ニューデリー; ムンバイ 、 マハラシュトラ
- PRS立法研究 - ニューデリー
- インドガバナンス研究基金 - グジャラート州アーメダバード
- 南アジア分析グループ （SAAG）
- Strategic Foresight Group - マハラシュトラ州ムンバイ

### パキスタン
パキスタンのシンクタンクは、主に社会政策、内政、外交問題、地域の地政学を中心に展開し、ほとんどは首都イスラマバードに集中している。注目すべきシンクタンクは、持続可能な開発政策研究所（SDPI）であり、特に環境と社会開発の分野における政策提唱と研究に焦点を当てている。イスラマバードに本拠を置く注目すべき政策研究所に、教育、保健、災害リスク削減、ガバナンス、紛争、安定化といった分野で活動する社会政策科学研究所（I-SAPS）がある。
- パキスタンの立法開発と透明性研究所 （PILDAT）
- 応用経済研究センター （ AERC ）
- 政策研究所 （IPS）
- 地域研究研究所 （IRS）
- 戦略研究所 （ISS）
- イスラマバード政策研究所 （IPRI）
- 国際成長センター （IGC）
- パキスタン科学アカデミー
- パキスタン開発経済研究所 （PIDE）
- パキスタン国際問題研究所 （PIIA）
- パキスタン国家問題研究所 （ PINA ）
- 国際法学会 （RSIL）
- 社会政策開発センター （SPDC）
- 持続可能な発展政策研究所

### バングラデシュ
バングラデシュには、政府機関、非政府組織、法人組織のシンクタンクがある。
- 政策、アドボカシー、ガバナンス研究所（IPAG）
- バングラデシュ開発研究研究所（BIDS）
- バングラデシュ法国際問題研究所（BILIA）
- バングラデシュ平和安全研究所（BIPSS）
- 政策対話センター（CPD）
- 国際成長センター（IGC）
- 私たちの経済を正しいものにする（MOER）

### フィリピン
フィリピンのシンクタンクは、一般的に国家との連携の観点から分類できる。政策立案プロセスに研究のインプットを提供する具体的な目的のために、フィリピン政府によっていくつかの諮問機関が設立された。
- 資源・環境・経済研究センター （REECS）
- 海外サービス協会 （FSI）
- 研究コミュニケーションセンター （CRC）

### スリランカ
スリランカには、政府、非政府組織、法人組織系列のシンクタンクがあり、VeriteResearchはコロンボに拠点を置く学際的なシンクタンク。またラクシュマン・カディルガマル国際関係研究所（国際関係戦略戦略研究所）は政策研究機関であるがしばしばシンクタンクと呼ばれる。

### シンガポール
シンガポールには様々な政策について、また同地域内の法人向けのプライベートな事項について政府に助言するいくつかのシンクタンクが存在し、その多くは地元公立教育機関の研究組織。
その中の主な組織は、シンガポール国際問題研究所（SIIA）、東南アジア研究所（ISEAS）、ラージャラトナム国際スクール、アジア・グローバリゼーションセンター、アジア競争力研究所、HEAD財団、政策研究所、リー・クアン・ユウ・パブリック・ポリシー
などがある。

### ウズベキスタン
CED - 経済開発のためのセンター（ЦентрСодействияЭкономическомуРазвитию）は、その主要なタスクのシンクタンク：経済改革とウズベキスタンの開発における解析的支援。知識と経済発展の被験者のスキルを向上させている。経済発展の事項について、政府、市民社会、民間セクター間の生産的な対話で支援。
主要プロジェクト：ウズベキスタン国立人間開発報告書の作成、ウズベクビジネスマンの社会学」肖像」、ウズベキスタンの輸出手続の最適化に関する分析報告書の作成、ウズベキスタン、タジキスタン、トルクメニスタンにおける様々な産業やマーケティング研究。

### アラブ首長国連邦
- 湾岸研究センター

### イラン
- イラン研究のための基金
- 国際イラン研究協会
- Ravand Institute
- イラン研究のためのスカンジナビア社会
- イランユーラシア研究所（Iras）
- 国際関係シンクタンク（IRTT）

### イスラエル
イスラエルには以下のように多くのシンクタンクチームがある。
- Shaharit：新イスラエルの政治のためのシンクタンク
- 市場調査のためのエルサレム研究所（JIMS）
- ニーマン研究所
- Reut研究所
- 外交イスラエル評議会
- 広報のためにエルサレムセンター
- アドバセンター
- イスラエル民主主義研究所
- 国家安全保障研究所
- イスラエル研究エルサレム研究所
- サダト戦略研究センター
- 先進戦略政治研究所
- イスラエル外交評議会
- エルサレム広報センター
- Reut Institute
- シャーレムセンター
- マイヤーズ-JDC-ブルックデール研究所
- イスラエルの社会政策研究タウブセンター
- ヴァン・レアーエルサレム研究所
- AIXグループ型継手パレスチナ・イスラエル・国際経済ワーキンググループ
- Floersheimer研究でエルサレムのヘブライ大学
- 平和の推進のためのハリーS.トルーマン研究所、エルサレムのヘブライ大学
- テロ対策のための国際研究所 - IDC Herziliya
- 第三セクター研究のためのイスラエルセンター、ベングリオン大学のネゲブ
- IPCRI - 研究と情報のためのイスラエル/パレスチナセンター
- ミルケン研究所
- 中東・アフリカ研究のためのモシェ・ダヤンセンター、テルアビブ大学
- シャロームハートマン研究所
- 開始-サダトセンター - バーイラン大学
- イスラエルでの慈善活動研究センターエルサレムのヘブライ大学
- 高等研究院エルサレムのヘブライ大学
- ユダヤ人、アラブセンター（JAC）、ハイファ大学
- ユダヤ人の人々政策研究所（JPPI）
- イスラエル経済研究モーリスフォーク研究所、ヘブライ大学
- Shalemセンター
- 国家安全保障研究所 - テルアビブ大学と提携

### カザフスタン
- 世界経済政治（IWEP）研究所 - カザフスタン共和国の初代大統領の財団が、世界経済の研究課題、国際関係、地政学、セキュリティ、統合、ユーラシア情勢研究を目的とし、2003年IWEPの設立にいたる。初代社長の研究として、カザフスタン共和国と独立国家としてのカザフスタンの確立・強化への貢献、国際協力と平和と安定の促進の開発があげられる。
- 戦略研究のためのカザフスタン研究所（KazISS） - 1993年6月16日にRKの大統領令によって創業し、共和国の大統領の下、戦略研究を展開。カザフスタン国のシンクタンクとして、大統領府のための分析と研究支援を実践。

## オセアニア

### ニュージーランド
- ニュージーランド研究所
- ニュージーランドビジネスラウンドテーブル
- 戦略研究センターニュージーランド
- 政策研究所
- マキシム研究所
- 持続可能な未来研究所

### オーストラリア
オーストラリアでは、例えばメルボルン研究所のように大学の機関となっているかまたは例えば生産性委員会またはCSIROのような政府出資しているシンクタンクに大別できるが、この他私財資金が提供されている約20から30もの「独立」シンクタンクがある。
オーストラリアの公共およびビジネス政策決定シーンにおいては米国のような事業を行うよりも、はるかに限定された役割までであるとみられている。しかし、過去10年間をみると同国のシンクタンクの数が大幅に増加。著名なオーストラリアの保守的なシンクタンクとして、独立研究センター、シドニー研究所と広報の研究所などがある。著名な左派オーストラリアのシンクタンクは、McKell研究所、一人当、オーストラリア研究所、ローウィ研究所や政策開発センターがある。近年で地域ベースの独立した非党派のシンクタンクも出現しており、議論を展開し、より広範な公民の枠組みの中で研究と提言を実践。産業ガートナーグループ、アクセス経済、ヘルムスマン研究所などのシンクタンク、その他非営利団体を補完し追加的な洞察を提供するCEDA、オーストラリアの戦略的政策研究所、オーストラリア研究所など内のポリシーを提供するため、防衛、プログラムのガバナンス、コーポレート・ガバナンスと同様、より多くの物事がターゲットとなっている。
なお、アルファベット順にリストされ、オーストラリアに拠点を置くシンクタンクは、次のとおり。
- アインズリー研究所
- エアパワーオーストラリア
- AltSolvedコモンウェルスは、シンクタンク
- アジア教育財団
- アジア・ソサエティ（オーストラリア）
- アジアリンク
- ビジネスの生産性のオーストラリア研究所
- 東アジア経済研究局（EABER）
- マンカル経済教育財団
- Per Capita
- プロスペルオーストラリア
- 米国研究センター
- オーストラリアインド研究所
- オーストラリア研究所 （TAI）
- オーストラリアのフェビアン協会
- オーストラリア国際問題研究所 （AIIA）
- 政策・科学のオーストラリア研究所
- オーストラリア戦略政策研究所 （ASPI）
- ブリスベン研究所
- 独立研究センター
- 政策開発センター
- チフリー研究センター
- オーストラリア経済発展委員会
- 学習とイノベーションのためのクラウザーセンター
- 開発政策センター
- 医師オーストラリアの改革協会
- エバット財団
- グラタン研究所
- HRニコルズ協会
- インフラパートナーシップオーストラリア
- 経済・平和研究所
- 広報研究所（オーストラリア） （IPA）
- 国際エネルギーセンター
- 国際水センター
- 問題審議オーストラリア/アメリカ
- ビジョナリー・アーキテクチャのための研究室
- ローウェイ国際政策研究所
- Mannkal経済教育財団
- McKell研究所
- 応用経済社会総合のメルボルン研究所
- メンジーズ研究センター
- 国立市民協議会
- 教育研究のためのニューサウスウェールズ大学
- サミュエル・グリフィス協会
- 戦略防衛研究センター （SDSC）
- シドニーインスティテュート
- 交通と物流センター
- 西オーストラリア政策フォーラム

## アフリカ

### チュニジア
チュニジアのシンクタンクのほとんどは、2011年には自由な表現と学問の自由の新たな気勢を活かした後に浮上しており、学者や政治家は、その使命公共政策の開発研究センターを設置しようとしたというもの。
応用社会科学フォーラム（ASSF）は社会変革と民主的な変化を解析する目的で2011年に設立。民間の非営利組織としてプログラムは、「市民研究」を開発しようとするシンクタンクとなっている 。それは、政策立案や公益サービース志向を研究し、今日ASSFは「指導者の将来の世代を準備する」の二重の使命に向かって動作し、「政策関連進める上でリーダーシップを提供し、社会的尊厳の最も重要な課題についての知識を適用し、教育システムの改革、セキュリティセクター改革、セキュリティ、公衆健康改革およびその他の重要な問題を提示する」 
1995年に設立された戦略研究のためのチュニジア研究所（ITES）の使命は、様々な国内および国際的な現象に関連する問題の広い範囲のための短期的および長期的な視野に関する調査、研究、分析し、予測を実施することであるかもしれなく、チュニジア社会の発展のプロセスに影響を与えている。これらの問題は、政治、経済、社会、文化の分野をカバーし、とりわけ、同研究所は、異なるスキル、経験、技術力と重要な問題と国が直面している深刻な課題に知的エリートの間に相互理解とコンセンサスを構築するための構造を持つもののうち交流の出会い場である。
イブン・ハルドゥーン研究所、チュニジアコミュニティセンターの関連会社は、非党派、非営利と世俗Advocayタイプのシンクタンク。その焦点は、チュニジアの社会経済発展にあってイブン・ハルドゥーン研究所は人材銀行だけでなく、チュニジアの開発を促進することを目指し、米国で行われている活動、については、オンライン決済機関を目指している。
2005年にチュニジアコミュニティセンターで作成されたシンクタンクは、その名の親族との連帯を象徴するようになったイブン・ハルドゥーン、有名な14世紀チュニジア博学と政治家、にちなんで命名された。これは、ビジネスの推進に専念あらゆる分野でチュニジアの専門家やチュニジアを専門とするアメリカの専門家、ならびに、国とチュニジアの間の文化的、専門的な交流で構成されている。

### ガーナ
ガーナの初代大統領の博士クワメ・エンクルマは、1960年代に様々な状態がサポートするシンクタンクを設定。1990年代までに努めた学者として設定政策研究センターがアフリカで様々と跳び火しガーナ公共政策に影響を与える。
そのようなガーナのシンクタンクがあった経済研究所、暫定国防評議会が1989年に設立された。ガーナとサハラ以南のアフリカが直面している経済・ガバナンスの問題の範囲の研究をIEAは引き受け、出版する。また、対話をするために一緒に政党をもたらすことに携わってきた。特に、以来、ガーナ大統領が選挙1996年からすべての選挙の年の大統領討論会を組織した。
ガーナでのアクティブなシンクタンクの一部を以下に示す。
- 公共の開発、ガーナのための地域アドボカシー（RAPID）
- 憂慮する市民運動、ガーナ（CCMG）
- 民主ガバナンス研究所（IDEG）
- 開発との整合性のためのアフリカセンター（セディ-アフリカ）
- 政策や教育のためのイマニセンター
- 経済研究所ガーナ（IEA）
- 政策分析のためのセンター（CEPA）
- 統計的、社会的及び経済研究所（ISSER）
- 民主開発センター（CDD）
- 統合された社会開発センター（ISODEC）
- 石油およびガスの上の市民社会プラットフォーム
- Artwatchガーナ　http://artwatchghana.org
- 医療政策研究所（IHPR）
- 国際成長センター （IGC）
- エネルギー・気候変動政策研究所（IECP）
- アフリカエネルギー政策センター （ACEP）

### ソマリア
- 政策研究のための遺産研究所
- ソマリア研究所と提携（ISOS）、モガディシュ大学
- セキュリティと外交のソマリア研究所（研究・実習）（SIRAD）
- プントランド発展研究センター
- 平和と発展のためのソマリランド・アカデミー

### モロッコ
- アマデウス研究所 - モロッコの独立系シンクタンクで2008年に設立され、場所はラバトにある。以来、アイデアの実験室、ブレインストーミングのプラットフォーム、および提言者としての役割を果たし、モロッコとMaghreban公開討論に貢献。また、グローバルレベルでそのビジョンや懸念を伝えるための声としての機能も果たしている。アマデウス研究所は分析や論考を発表するといった二重の役割を持っている。こうしたアイデアの実験室、ユニークな討論の創作者として機能し、それは同時に、反射、対話の提案とコンサルティングの中心部だけでなく、取引所、フォーラムにおける南北および南南協力のプラットフォームも果たしている。
- マサガン研究所　- 専門分野においてテーマ別のアプローチで利害関係者、フォーム、観客、都市文化に関するプロジェクトなどに、若者参加を促進する上で成果の場所の多様性に基づき、文化と文化活動の発展を通じて、人と人をもたらし、マサガンがとりもつことで文化の概念といった異文化間の対話の発展を促進、社会開発そしてその上での覚醒市民権と社会的統合の役割を担う。
- マリアンヌ共和国よるAMAQUENは、世界でも有数のシンクタンクの一つ。AMAQUENは 2003年に設立され、その出版物や国際的な科学誌教育および国際的なイベント（CIMQUSEF）を通じ、教育の分野で最も影響力のある団体の1つ（rapports）とされている。

### 南アフリカ
- NPバンWyk Louw-sentrum（アフリカーンス語）
- IDASA：フレデリックヴァンZyl氏Slabbert、とアレックスBoraine。
- FWデクラーク財団
- 国際南アフリカ研究所（SAIIA）
- 人種関係の南アフリカ研究所
- 正義と和解のための研究所
- 開発とエンタープライズセンター
- ヘレン・スズマン財団
- フリーマーケット財団
- SBPビジネス環境スペシャリスト
- グッドガバナンスアフリカ
- セキュリティ研究所
- AfriMAP
- アフリカにおける持続可能な民主主義のための選挙研究所
- 戦略的なリフレクションのためのマプングブエ研究所
- 開発と企業のためのセンター
- 紛争解決センター
- 南アフリカ国際問題研究所
- 安全保障研究所

### エジプト
- 情報・意思決定支援センター （IDSC）
- アル・アハラム政治戦略研究センター

### エチオピア
- 国際成長センター （IGC）

### ケニア
- アフリカ進歩センター
- ケニア公共政策研究分析研究所

### リベリア
- 国際成長センター （IGC）

### リビア
- リビアの政策と戦略組織 （LOOPS）

### モザンビーク
- 国際成長センター （IGC）

### ナイジェリア
- アフリカ開発と戦略研究センター （ACDESS）
- 国立政策戦略研究所 （NIPSS）
- ナイジェリア経済サミットグループ株式会社/ GTE（NESG）
- ナイジェリア国際問題研究所 （NIIA）

### タンザニア
- 国際成長センター （IGC）

### ウガンダ
- 国際成長センター （IGC）

### ザンビア
- 国際成長センター （IGC）

### 南スーダン
- 国際成長センター （IGC）

### ルワンダ
- 国際成長センター （IGC）

### シエラレオネ
- 国際成長センター （IGC）